# Liste der Siedlungen in Grönland
Dies ist die Liste der Siedlungen in Grönland. Sie enthält in den unten genannten Quellen genannte Orte. Wissenschaftliche Stationen mit geringem wissenschaftlichen Personal, Militärbasen ohne Zivilbevölkerung und ähnliches sind nicht enthalten.

## Erklärung der Überschriften
| - Name: Offizieller Name in grönländischer Sprache. Manche Siedlungen haben auch einen meist dänischen oder einen weiteren grönländischen Namen. Manche Namen sind eher unter ihrem dialektalen Namen bekannt, andere eher auf ihrem standardsprachlichem, wobei die jeweils andere Form ebenfalls angegeben ist. In Klammern ist jeweils die bis zur Rechtschreibreform 1973 verwendete Kleinschmidtsche Schreibung angegeben. - Kommune: Oberste Verwaltungseinheit Grönlands seit 2009, in veränderter Form seit 2018 (linke Karte). - Distrikt: Zweitoberste Verwaltungseinheit Grönland seit 2009 (rechte Karte). Davor höchste Verwaltungseinheit als Gemeinden. - Einwohner: Aktuelle Einwohnerzahl vom 1. Januar 2025. Ein S gibt an, dass es sich um eine Schäfersiedlung handelt, die 2013 bewohnt war, aber deren aktuelle Einwohnerzahlen nicht mehr veröffentlicht werden, sondern in nahegelegene Orte eingerechnet werden. - Tendenz: Veränderung zum Vorjahr - Siedlungsstatushistorie: Angegeben ist der historische Verlauf des Siedlungsstatus, wenn dieser über einen Wohnplatz hinausging. Ist der Ort verlassen, wird das Jahr der Aufgabe genannt. Darüber hinaus sind heutige Städte gefettet, Dörfer unmarkiert, Schäfersiedlungen und Stationen kursiviert und verlassene Siedlungen grau hinterlegt. - Koordinaten: Lage der Siedlung | Kommunen | Kommunen und Distrikte Grönlands |

## Liste
| Name | Kommune                  | Distrikt         | Einwohner |   | Siedlungsstatushistorie                                                                                        | Koordinaten                  |
| --- | ------------------------ | ---------------- | --------- | - | --- | ---------------------------- |
| Iita Etah (englisch) (Îta) | Avannaata Kommunia       | Qaanaaq          | 0         |   | † 1952 | 78° 18′ 36″ N, 72° 38′ 57″ W |
| Innaanganeq Kap York (dänisch) (Ivnânganeĸ)                                                                                      | Avannaata Kommunia       | Qaanaaq          | 0         |   | † 1950er | 75° 55′ 32″ N, 66° 25′ 57″ W |
| Kangerluarsuk Kangertuarhuk (nordgrönländisch) (Kangerdluarssuk)                                                                 | Avannaata Kommunia       | Qaanaaq          | 0         |   | † 1960er | 77° 32′ 58″ N, 68° 33′ 32″ W |
| Kangerlussuaq (Kangerdlugssuaĸ)                                                                                                  | Avannaata Kommunia       | Qaanaaq          | 0         |   | † 1950er | 77° 22′ 26″ N, 67° 6′ 24″ W  |
| Moriusaq Moriuhaq (nordgrönländsch) Manuusaq (früher/alternativ) (Moriussaĸ/Manûssaĸ)                                            | Avannaata Kommunia       | Qaanaaq          | 0         |   | † 2011 | 76° 45′ 7″ N, 69° 50′ 41″ W  |
| Neqi (Neĸe) | Avannaata Kommunia       | Qaanaaq          | 0         |   | † 1960er | 77° 51′ 31″ N, 71° 31′ 56″ W |
| Qaanaaq Thule (dänisch) (K'ânâĸ)                                                                                                 | Avannaata Kommunia       | Qaanaaq          | 598       | ↑ | 1953–1963: Kolonie ab 1963: Stadt                                                                              | 77° 28′ 1″ N, 69° 13′ 38″ W  |
| Qeqertaq Qikertaq (nordgrönländisch) (K'eĸertaĸ)                                                                                 | Avannaata Kommunia       | Qaanaaq          | 0         |   | † 1950er | 76° 2′ 24″ N, 65° 59′ 3″ W   |
| Qeqertarsuaq Qikertarhaaq (nordgrönländisch) Herbert Ø (dänisch) (K'eĸertarssuaĸ)                                                | Avannaata Kommunia       | Qaanaaq          | 0         |   | † 2005 | 77° 25′ 2″ N, 70° 4′ 10″ W   |
| Qeqertat Qikertat (nordgrönländisch) (K'eĸertat)                                                                                 | Avannaata Kommunia       | Qaanaaq          | 23        | ↓ | de facto Dorf                                                                                                  | 77° 29′ 36″ N, 66° 40′ 57″ W |
| Quinisut Quinnisut (früher/alternativ) (K'uínissut)                                                                              | Avannaata Kommunia       | Qaanaaq          | 0         |   | † 1951 | 77° 31′ 6″ N, 67° 46′ 10″ W  |
| Savissivik Havighivik (nordgrönländisch) (Savigsivik)                                                                            | Avannaata Kommunia       | Qaanaaq          | 48        | ↓ | 1939–1966: Udsted ab 1966: Dorf                                                                                | 76° 1′ 9″ N, 65° 6′ 54″ W    |
| Siorapaluk Hiorapaluk (nordgrönländisch) (Siorapaluk)                                                                            | Avannaata Kommunia       | Qaanaaq          | 38        | ↑ | 1939–1966: Udsted ab 1966: Dorf                                                                                | 77° 47′ 7″ N, 70° 38′ 6″ W   |
| Uummannaq Thule (dänisch) (Ũmánaĸ)                                                                                               | Avannaata Kommunia       | Qaanaaq          | 0         |   | 1909/10–1953: Kolonie † 1953/1995                                                                              | 76° 33′ 46″ N, 68° 48′ 19″ W |
| Aappi (Áipe) | Avannaata Kommunia       | Upernavik        | 0         |   | † 1920er | 72° 58′ 35″ N, 55° 43′ 22″ W |
| Aappilattoq (Augpilagtoĸ) | Avannaata Kommunia       | Upernavik        | 149       | ↓ | 1805–um 1810: Udsted 1850–1966: Udsted ab 1966: Dorf                                                           | 72° 53′ 2″ N, 55° 35′ 49″ W  |
| Ammaasaq (Angmaussaĸ) | Avannaata Kommunia       | Upernavik        | 0         |   | † 19. Jhd. | 72° 46′ 42″ N, 55° 36′ 4″ W  |
| Appaalissiorfik (Agpâligsiorfik)                                                                                                 | Avannaata Kommunia       | Upernavik        | 0         |   | † 1924 | 73° 48′ 32″ N, 56° 35′ 5″ W  |
| Eqqorleq (Erĸordleĸ) | Avannaata Kommunia       | Upernavik        | 0         |   | † 1949 | 73° 13′ 34″ N, 56° 19′ 15″ W |
| Ikerasaarsuk (Ikerasârssuk) | Avannaata Kommunia       | Upernavik        | 2         | ↑ | de facto Dorf                                                                                                  | 73° 31′ 39″ N, 56° 25′ 7″ W  |
| Ikerasak (Ikerasak) | Avannaata Kommunia       | Upernavik        | 0         |   | † 1928 | 72° 15′ 59″ N, 55° 7′ 46″ W  |
| Ikermiut (Ikermiut) | Avannaata Kommunia       | Upernavik        | 0         |   | † 1954 | 74° 19′ 58″ N, 56° 57′ 53″ W |
| Illulik (Igdlulik) | Avannaata Kommunia       | Upernavik        | 0         |   | † 1974 | 74° 20′ 43″ N, 56° 41′ 17″ W |
| Inussugaarsuk (Inugsugârssuk) | Avannaata Kommunia       | Upernavik        | 0         |   | † 1900/10er | 72° 47′ 40″ N, 55° 24′ 45″ W |
| Inussuk Qaamaneq (früher/alternativ) (Inugsuk/K'aumaneĸ)                                                                         | Avannaata Kommunia       | Upernavik        | 0         |   | † 19. Jhd. | 72° 56′ 41″ N, 56° 5′ 6″ W   |
| Innaarsuit (Ivnârssuit) | Avannaata Kommunia       | Upernavik        | 148       | ↓ | ab 1985: Dorf                                                                                                  | 73° 12′ 0″ N, 56° 0′ 41″ W   |
| Itilliarsuk (Itivdliarssuk) | Avannaata Kommunia       | Upernavik        | 0         |   | † 1944 | 73° 31′ 10″ N, 56° 31′ 49″ W |
| Itissaalik Itussaalik (westgrönländisch) (Itivssâlik/Ituvssâlik)                                                                 | Avannaata Kommunia       | Upernavik        | 0         |   | † 1957 | 74° 3′ 18″ N, 56° 44′ 37″ W  |
| Kangersuatsiaq Prøven (dänisch) (Kangerssuatsiaĸ)                                                                                | Avannaata Kommunia       | Upernavik        | 118       | ↓ | 1825–20. Jhd.: Anlage 20. Jhd.–1966: Udsted ab 1966: Dorf                                                      | 72° 22′ 46″ N, 55° 32′ 59″ W |
| Kingittoq Qaarsoq (früher/alternativ) (Kingigtoĸ/K'aersoĸ)                                                                       | Avannaata Kommunia       | Upernavik        | 0         |   | 1802–um 1810: Udsted um 1850–1888: Udsted † 19. Jhd.                                                           | 72° 56′ 56″ N, 56° 15′ 40″ W |
| Kittorsaq (Kigtorsaĸ) | Avannaata Kommunia       | Upernavik        | 0         |   | † 1955 | 73° 55′ 50″ N, 56° 43′ 31″ W |
| Kullorsuaq Djævlens Tommelfinger (dänisch) (Kuvdlorssuaĸ)                                                                        | Avannaata Kommunia       | Upernavik        | 444       | ↓ | 1960–1966: Udsted ab 1966. Dorf                                                                                | 74° 34′ 43″ N, 57° 13′ 15″ W |
| Kuuk (Kûk) | Avannaata Kommunia       | Upernavik        | 0         |   | † 1971 | 73° 42′ 42″ N, 56° 10′ 38″ W |
| Mernoq (Mernoĸ) | Avannaata Kommunia       | Upernavik        | 0         |   | † 1900/10er | 73° 45′ 12″ N, 56° 20′ 54″ W |
| Naajaat (Naujât) | Avannaata Kommunia       | Upernavik        | 47        | ↑ | de facto Dorf                                                                                                  | 73° 8′ 34″ N, 55° 48′ 30″ W  |
| Nutaarmiut (Nutârmiut) | Avannaata Kommunia       | Upernavik        | 31        | ↑ | de facto Dorf                                                                                                  | 73° 31′ 0″ N, 56° 25′ 35″ W  |
| Nutaarmiut (Nutârmiut) | Avannaata Kommunia       | Upernavik        | 0         |   | † 19. Jhd. | 72° 34′ 50″ N, 55° 26′ 31″ W |
| Nuussuaq Kraulshavn (dänisch) (Nûgssuaĸ)                                                                                         | Avannaata Kommunia       | Upernavik        | 174       | ↓ | 1923–1966: Udsted ab 1966: Dorf                                                                                | 74° 6′ 38″ N, 57° 3′ 33″ W   |
| Paagussat (Pâgússat) | Avannaata Kommunia       | Upernavik        | 0         |   | † 19. Jhd. | 73° 20′ 35″ N, 56° 11′ 15″ W |
| Qaarsoq Kingittoq (früher/alternativ) (K'aersoĸ/Kingigtoĸ)                                                                       | Avannaata Kommunia       | Upernavik        | 0         |   | † 1930er | 72° 40′ 7″ N, 55° 56′ 36″ W  |
| Qaarusulik (K'ârusulik) | Avannaata Kommunia       | Upernavik        | 0         |   | † 1952 | 74° 42′ 36″ N, 57° 48′ 31″ W |
| Qassersuaq (K'agsserssuaĸ) | Avannaata Kommunia       | Upernavik        | 0         |   | 1866–um 1922: Udsted † um 1922                                                                                 | 73° 5′ 12″ N, 55° 42′ 20″ W  |
| Qeqertaq (K'eĸertaĸ) | Avannaata Kommunia       | Upernavik        | 0         |   | † 19. Jhd. | 72° 47′ 49″ N, 55° 35′ 3″ W  |
| Saattoq (Sãtoĸ) | Avannaata Kommunia       | Upernavik        | 0         |   | † 1957 | 73° 31′ 26″ N, 56° 6′ 41″ W  |
| Saattoq (Sãtoĸ) | Avannaata Kommunia       | Upernavik        | 0         |   | † 1900/10er | 73° 7′ 6″ N, 56° 4′ 2″ W     |
| Saffiorfik (Savfiorfik) | Avannaata Kommunia       | Upernavik        | 0         |   | † 1951 | 73° 17′ 30″ N, 55° 58′ 21″ W |
| Sarfaq (Sarfaĸ) | Avannaata Kommunia       | Upernavik        | 0         |   | † 1916 | 73° 38′ 59″ N, 56° 13′ 16″ W |
| Saveerneq (Savêrneĸ) | Avannaata Kommunia       | Upernavik        | 0         |   | † 19. Jhd. | 72° 50′ 0″ N, 55° 21′ 56″ W  |
| Sioraq Sandøen (dänisch) (Sioraĸ)                                                                                                | Avannaata Kommunia       | Upernavik        | 0         |   | † 19. Jhd. | 72° 22′ 40″ N, 55° 33′ 47″ W |
| Tasiusaq (Tasiussaĸ) | Avannaata Kommunia       | Upernavik        | 264       | ↑ | 1805–1811: Udsted um 1898–1966: Udsted ab 1966: Dorf                                                           | 73° 22′ 9″ N, 56° 3′ 26″ W   |
| Tunoqqu (Tunorĸo) | Avannaata Kommunia       | Upernavik        | 0         |   | † 1939 | 72° 51′ 4″ N, 55° 59′ 40″ W  |
| Tussaaq (Tugssâĸ) | Avannaata Kommunia       | Upernavik        | 0         |   | um 1922–1966: Udsted ab 1966: Dorf † 2009                                                                      | 73° 2′ 53″ N, 56° 10′ 47″ W  |
| Uingasoq (Uvingassoĸ) | Avannaata Kommunia       | Upernavik        | 0         |   | † 1900/10er | 73° 17′ 26″ N, 56° 2′ 43″ W  |
| Uluaa (Uluâ) | Avannaata Kommunia       | Upernavik        | 0         |   | † 1950 | 72° 23′ 24″ N, 54° 54′ 15″ W |
| Upernaviarsuk (Upernaviarssuk)                                                                                                   | Avannaata Kommunia       | Upernavik        | 0         |   | † 19. Jhd. | 72° 46′ 12″ N, 55° 39′ 13″ W |
| Upernavik (Upernavik) | Avannaata Kommunia       | Upernavik        | 1067      | ↑ | 1772–1790: Kolonie 1796–1805: Anlage 1805–1811: Kolonie 1823–1826: Udsted 1826–1950: Kolonie ab 1950: Stadt    | 72° 47′ 3″ N, 56° 8′ 49″ W   |
| Upernavik Kujalleq Søndre Upernavik (dänisch) (Upernavik Kujatdleĸ)                                                              | Avannaata Kommunia       | Upernavik        | 187       | ↓ | 1855–1966: Udsted ab 1966: Dorf                                                                                | 72° 9′ 13″ N, 55° 31′ 32″ W  |
| Akuliaruseq (Akuliaruseĸ) | Avannaata Kommunia       | Uummannaq        | 0         |   | † 1953 | 71° 1′ 29″ N, 51° 57′ 0″ W   |
| Akuliaruseq (Akuliaruseĸ) | Avannaata Kommunia       | Uummannaq        | 0         |   | † 1900/10er | 70° 27′ 43″ N, 51° 4′ 54″ W  |
| Appat (Agpat) | Avannaata Kommunia       | Uummannaq        | 0         |   | † 1955 | 70° 55′ 38″ N, 52° 8′ 53″ W  |
| Eqaluit (Eĸaluit) | Avannaata Kommunia       | Uummannaq        | 0         |   | † 19. Jhd. | 70° 23′ 47″ N, 51° 14′ 4″ W  |
| Ikerasak (Ikerasak) | Avannaata Kommunia       | Uummannaq        | 224       | ↑ | 1822–1966: Udsted ab 1966: Dorf                                                                                | 70° 30′ 7″ N, 51° 18′ 14″ W  |
| Illorsuit (Igdlorssuit) | Avannaata Kommunia       | Uummannaq        | 0         |   | um 1800–1804: Anlage 1859–1966: Udsted ab 1966: Dorf † 2017                                                    | 71° 14′ 30″ N, 53° 33′ 55″ W |
| Itilliarsuk (Itivdliarssuk) | Avannaata Kommunia       | Uummannaq        | 0         |   | † 1910er | 70° 47′ 6″ N, 51° 2′ 38″ W   |
| Karrat (Karrat) | Avannaata Kommunia       | Uummannaq        | 0         |   | † 1930er | 71° 27′ 26″ N, 53° 10′ 1″ W  |
| Maamorilik Maarmorilik (früher/alternativ) (Mâmorilik/Mârmorilik)                                                                | Avannaata Kommunia       | Uummannaq        | 0         |   | † 1991 | 71° 7′ 35″ N, 51° 16′ 32″ W  |
| Naajaat (Naujât) | Avannaata Kommunia       | Uummannaq        | 0         |   | † 1948 | 71° 34′ 42″ N, 53° 27′ 0″ W  |
| Naqerloq (Naĸerdloĸ) | Avannaata Kommunia       | Uummannaq        | 0         |   | † 1910er | 71° 9′ 52″ N, 53° 27′ 44″ W  |
| Niaqornat (Niaĸornat) | Avannaata Kommunia       | Uummannaq        | 29        | → | 1823–1870: Anlage 1870–1966: Udsted ab 1966: Dorf                                                              | 70° 47′ 22″ N, 53° 39′ 51″ W |
| Nuliarfik (Nuliarfik) | Avannaata Kommunia       | Uummannaq        | 0         |   | † 1945 | 71° 31′ 45″ N, 52° 52′ 33″ W |
| Nuugaatsiaq (Nûgâtsiaĸ) | Avannaata Kommunia       | Uummannaq        | 0         |   | 1925–1966: Udsted ab 1966: Dorf † 2017                                                                         | 71° 32′ 10″ N, 53° 12′ 39″ W |
| Nuuluk (Nûluk) | Avannaata Kommunia       | Uummannaq        | 0         |   | † 19. Jhd. | 70° 36′ 2″ N, 54° 25′ 46″ W  |
| Nuusaq (Nûssaĸ) | Avannaata Kommunia       | Uummannaq        | 0         |   | † 19. Jhd. | 70° 26′ 16″ N, 54° 3′ 45″ W  |
| Nuussuaq (Nûgssuaĸ) | Avannaata Kommunia       | Uummannaq        | 0         |   | 1758–1763: Kolonie 1799–1810: Anlage 1825–1938: Udsted † 1938                                                  | 70° 41′ 12″ N, 54° 34′ 58″ W |
| Nuussuutaa (Nûgssûtâ) | Avannaata Kommunia       | Uummannaq        | 0         |   | † 1935 | 70° 39′ 18″ N, 54° 36′ 13″ W |
| Perlerfik (Perdlerfik) | Avannaata Kommunia       | Uummannaq        | 0         |   | † 1924 | 70° 58′ 29″ N, 51° 5′ 17″ W  |
| Pooruseq (Pôruseĸ) | Avannaata Kommunia       | Uummannaq        | 0         |   | † 19. Jhd. | 70° 36′ 32″ N, 52° 9′ 59″ W  |
| Qaarsuarsuk (K'aersuarssuk) | Avannaata Kommunia       | Uummannaq        | 0         |   | † 1952 | 70° 44′ 28″ N, 52° 41′ 28″ W |
| Qaarsut (K'aersut) | Avannaata Kommunia       | Uummannaq        | 172       | ↑ | 1870er?–1966: Udsted ab 1966: Dorf                                                                             | 70° 43′ 54″ N, 52° 38′ 16″ W |
| Qarajaq (K'arajaĸ) | Avannaata Kommunia       | Uummannaq        | 0         |   | † 1921 | 70° 26′ 12″ N, 50° 45′ 33″ W |
| Qeqertat (K'eĸertat) | Avannaata Kommunia       | Uummannaq        | 0         |   | † 1945 | 70° 59′ 32″ N, 52° 14′ 28″ W |
| Saattoqqissut (Sãtorĸigsut) | Avannaata Kommunia       | Uummannaq        | 0         |   | † 19. Jhd. | 70° 49′ 26″ N, 51° 37′ 6″ W  |
| Saattut (Sãtut) | Avannaata Kommunia       | Uummannaq        | 231       | → | 1797–um 1810: Anlage 1850–1966: Udsted ab 1966: Dorf                                                           | 70° 48′ 39″ N, 51° 37′ 54″ W |
| Sermiarsuit (Sermiarssuit) | Avannaata Kommunia       | Uummannaq        | 0         |   | † 1964 | 70° 34′ 37″ N, 52° 5′ 28″ W  |
| Tuullittalik (Tûgdtligtalik) | Avannaata Kommunia       | Uummannaq        | 0         |   | † 1920er | 70° 48′ 24″ N, 51° 24′ 28″ W |
| Ukkusissat (Uvkusigssat) | Avannaata Kommunia       | Uummannaq        | 151       | ↑ | 1794/1800–1966: Udsted ab 1966: Dorf                                                                           | 71° 3′ 1″ N, 51° 53′ 13″ W   |
| Umiartorfik (Umiartorfik) | Avannaata Kommunia       | Uummannaq        | 0         |   | † 19. Jhd. | 70° 31′ 28″ N, 51° 55′ 44″ W |
| Upernavik Næs | Avannaata Kommunia       | Uummannaq        | 0         |   | † 1920er | 71° 10′ 28″ N, 53° 0′ 48″ W  |
| Uummannaq (Ũmánaĸ) | Avannaata Kommunia       | Uummannaq        | 1401      | ↑ | 1763–1950: Kolonie ab 1950: Stadt                                                                              | 70° 40′ 30″ N, 52° 7′ 41″ W  |
| Uummannatsiaq (Ũmánatsiaĸ) | Avannaata Kommunia       | Uummannaq        | 0         |   | 1790–um 1810: Anlage 1817–um 1820: Anlage um 1820–1828: Udsted † 1968                                          | 70° 33′ 29″ N, 51° 39′ 38″ W |
| Akunnaaq (Akúnâĸ) | Avannaata Kommunia       | Ilulissat        | 0         |   | † 1928 | 69° 59′ 7″ N, 51° 34′ 22″ W  |
| Alluttoq Klokkerhuk (dänisch) (Agdlugtoĸ)                                                                                        | Avannaata Kommunia       | Ilulissat        | 0         |   | † 19. Jhd. | 69° 32′ 30″ N, 51° 14′ 46″ W |
| Anaa (Anâ) | Avannaata Kommunia       | Ilulissat        | 0         |   | † 1900/10er | 69° 57′ 42″ N, 50° 35′ 58″ W |
| Appat Ritenbenk (dänisch) (Agpat)                                                                                                | Avannaata Kommunia       | Ilulissat        | 0         |   | 1781–1790: Loge 1790–1942: Kolonie 1942–1955: Udsted † 1958                                                    | 69° 45′ 41″ N, 51° 18′ 0″ W  |
| Arsivik (Arsivik) | Avannaata Kommunia       | Ilulissat        | 0         |   | † 1949 | 69° 50′ 32″ N, 50° 41′ 44″ W |
| Ataa (Atâ) | Avannaata Kommunia       | Ilulissat        | 0         |   | 1852–1960: Udsted † 1960                                                                                       | 69° 45′ 28″ N, 50° 56′ 26″ W |
| Ataartaa (Atârtâ) | Avannaata Kommunia       | Ilulissat        | 0         |   | † 1910 | 70° 18′ 32″ N, 52° 58′ 44″ W |
| Atanikerluk (Atanikerdluk) | Avannaata Kommunia       | Ilulissat        | 0         |   | † 19. Jhd. | 70° 3′ 4″ N, 52° 20′ 12″ W   |
| Avannarliit Nordre Huse (dänisch) (Avangnardlît)                                                                                 | Avannaata Kommunia       | Ilulissat        | 0         |   | † 1959 | 69° 7′ 32″ N, 51° 5′ 9″ W    |
| Eqi (Eĸe) | Avannaata Kommunia       | Ilulissat        | 0         |   | † 1947 | 69° 8′ 13″ N, 51° 5′ 39″ W   |
| Ikerasannguaq (Ikerasánguaĸ) | Avannaata Kommunia       | Ilulissat        | 0         |   | † 19. Jhd. | 69° 54′ 29″ N, 51° 16′ 30″ W |
| Ikorfat (Ikorfat) | Avannaata Kommunia       | Ilulissat        | 0         |   | † 1952 | 69° 58′ 18″ N, 51° 27′ 6″ W  |
| Ilimanaq Claushavn (dänisch) (Ilimanaĸ)                                                                                          | Avannaata Kommunia       | Ilulissat        | 55        | ↑ | 1741–1780: Loge 1780–1826: Anlage 1826–1829: Kolonie 1829–um 1880: Loge um 1880–1966: Udsted ab 1966: Dorf     | 69° 4′ 49″ N, 51° 6′ 51″ W   |
| Illorsuit (Igdlorssuit) | Avannaata Kommunia       | Ilulissat        | 0         |   | † 1916 | 69° 58′ 54″ N, 51° 12′ 5″ W  |
| Illuluarsuit (Igdluluarssuit) | Avannaata Kommunia       | Ilulissat        | 0         |   | † 19. Jhd. | 69° 49′ 15″ N, 50° 33′ 51″ W |
| Illuluarsuit (Igdluluarssuit) | Avannaata Kommunia       | Ilulissat        | 0         |   | † 19. Jhd. | 70° 1′ 17″ N, 51° 59′ 46″ W  |
| Illumiut (Igdlumiut) | Avannaata Kommunia       | Ilulissat        | 0         |   | † in Ilulissat aufgegangen                                                                                     | 69° 12′ 52″ N, 51° 7′ 30″ W  |
| Illumiut (Igdlumiut) | Avannaata Kommunia       | Ilulissat        | 0         |   | † in Avannarliit aufgegangen                                                                                   | 69° 6′ 28″ N, 51° 4′ 46″ W   |
| Ilulissat Jakobshavn (dänisch) (Ilulíssat)                                                                                       | Avannaata Kommunia       | Ilulissat        | 5087      | ↑ | 1741–1781/82: Loge 1777–1786: Anlage (In Jakobshavns Anlæg) 1781/82–1950: Kolonie ab 1950: Stadt               | 69° 13′ 2″ N, 51° 5′ 59″ W   |
| Itilliarsuk (Itivdliarssuk) | Avannaata Kommunia       | Ilulissat        | 0         |   | † 19. Jhd. | 69° 58′ 41″ N, 51° 1′ 38″ W  |
| Kingittoq (Kingigtoĸ) | Avannaata Kommunia       | Ilulissat        | 0         |   | † 1920er | 69° 12′ 21″ N, 51° 8′ 53″ W  |
| Naajaat (Naujât) | Avannaata Kommunia       | Ilulissat        | 0         |   | † 1920er | 69° 57′ 46″ N, 51° 9′ 48″ W  |
| Narsarmiut (Narssarmiut) | Avannaata Kommunia       | Ilulissat        | 0         |   | † in Avannarliit aufgegangen                                                                                   | 69° 7′ 6″ N, 51° 5′ 19″ W    |
| Nuugaaq (Nûgâĸ) | Avannaata Kommunia       | Ilulissat        | 0         |   | † 1940 | 69° 57′ 58″ N, 51° 15′ 44″ W |
| Oqaatsut Rodebay (dänisch) (Oĸaitsut)                                                                                            | Avannaata Kommunia       | Ilulissat        | 42        | ↑ | 1877–1966: Udsted ab 1966: Dorf                                                                                | 69° 20′ 30″ N, 51° 0′ 13″ W  |
| Paakitsoq (Pâkitsoĸ) | Avannaata Kommunia       | Ilulissat        | 0         |   | 1832–1870er: Udsted † 1902                                                                                     | 69° 30′ 53″ N, 50° 43′ 41″ W |
| Pitoqqeq (Pitorĸeĸ) | Avannaata Kommunia       | Ilulissat        | 0         |   | † in Ilulissat aufgegangen                                                                                     | 69° 13′ 2″ N, 51° 7′ 16″ W   |
| Qaarsormiut (K'aersormiut) | Avannaata Kommunia       | Ilulissat        | 0         |   | † in Avannarliit aufgegangen                                                                                   | 69° 7′ 24″ N, 51° 5′ 30″ W   |
| Qeqertaq (K'eĸertaĸ) | Avannaata Kommunia       | Ilulissat        | 97        | → | um 1830/1845–1966: Udsted ab 1966: Dorf                                                                        | 69° 59′ 49″ N, 51° 18′ 10″ W |
| Qilersiut (K'ilerssiut) | Avannaata Kommunia       | Ilulissat        | 0         |   | † um 1916 | 69° 27′ 27″ N, 50° 53′ 34″ W |
| Saqqaq (Sarĸaĸ) | Avannaata Kommunia       | Ilulissat        | 160       | ↑ | 1755–1781: Kolonie um 1840/um 1860–1966: Udsted ab 1966: Dorf                                                  | 70° 0′ 35″ N, 51° 56′ 43″ W  |
| Sermermiut (Sermermiut) | Avannaata Kommunia       | Ilulissat        | 0         |   | † 19. Jhd. | 69° 12′ 9″ N, 51° 7′ 31″ W   |
| Tartunaq (Tartunaĸ) | Avannaata Kommunia       | Ilulissat        | 0         |   | † 1954 | 70° 2′ 29″ N, 52° 13′ 15″ W  |
| Tasiusaq Island (dänisch) (Tartunaĸ)                                                                                             | Avannaata Kommunia       | Ilulissat        | 0         |   | † 19. Jhd. | 68° 55′ 46″ N, 50° 16′ 56″ W |
| Aamaruutissat Skansen (dänisch) (Aumarûtigssat)                                                                                  | Kommune Qeqertalik       | Qeqertarsuaq     | 0         |   | 1851–1960: Udsted † 1965                                                                                       | 69° 25′ 51″ N, 52° 26′ 26″ W |
| Eqqitsoq Diskofjord (dänisch) (Erĸitsoĸ)                                                                                         | Kommune Qeqertalik       | Qeqertarsuaq     | 0         |   | 1853–um 1920: Udsted † um 1920                                                                                 | 69° 29′ 59″ N, 53° 52′ 4″ W  |
| Fortunebay | Kommune Qeqertalik       | Qeqertarsuaq     | 0         |   | 1778–1791: Anlage 19. Jhd.: Udsted; † 19. Jhd.                                                                 | 69° 14′ 55″ N, 53° 46′ 17″ W |
| Godhavns Næs | Kommune Qeqertalik       | Qeqertarsuaq     | 0         |   | 1782–1850: Anlage † in Qeqertarsuaq aufgegangen                                                                | 69° 13′ 57″ N, 53° 32′ 54″ W |
| Ikerasaarsuk Rævesundet (dänisch) (Ikerasârssuk)                                                                                 | Kommune Qeqertalik       | Qeqertarsuaq     | 0         |   | † 19. Jhd. | 69° 0′ 37″ N, 53° 20′ 36″ W  |
| Illu (Igdlo) | Kommune Qeqertalik       | Qeqertarsuaq     | 0         |   | † in Kangerluk aufgegangen                                                                                     | 69° 29′ 1″ N, 53° 57′ 57″ W  |
| Illunnguaq (Igdlúnguaĸ) | Kommune Qeqertalik       | Qeqertarsuaq     | 0         |   | † in Kangerluk aufgegangen                                                                                     | 69° 29′ 24″ N, 53° 58′ 25″ W |
| Imerissoq Kronprinsens Ejland (dänisch) (Imerigsoĸ)                                                                              | Kommune Qeqertalik       | Qeqertarsuaq     | 0         |   | 1888–1966: Udsted ab 1966: Dorf † 1967                                                                         | 69° 0′ 42″ N, 53° 19′ 0″ W   |
| Kangerluk Diskofjord (dänisch) (Kangerdluk)                                                                                      | Kommune Qeqertalik       | Qeqertarsuaq     | 7         | ↓ | um 1920–1966: Udsted ab 1966: Dorf                                                                             | 69° 29′ 2″ N, 53° 56′ 58″ W  |
| Kitsissut Kronprinsens Ejland (dänisch) (Kitsigsut)                                                                              | Kommune Qeqertalik       | Qeqertarsuaq     | 0         |   | 1778–1784: Anlage 1784–1827: Loge 1830–19. Jhd.: Udsted † 20. Jhd.                                             | 68° 58′ 28″ N, 53° 19′ 14″ W |
| Maligiaq (Maligiaĸ) | Kommune Qeqertalik       | Qeqertarsuaq     | 0         |   | † 19. Jhd. | 69° 26′ 46″ N, 54° 12′ 13″ W |
| Naanngisat (Nãngissat) | Kommune Qeqertalik       | Qeqertarsuaq     | 0         |   | † um 1809 | 69° 27′ 17″ N, 53° 47′ 4″ W  |
| Qeqertarsuaq Godhavn (dänisch) (K'eĸertarssuaĸ)                                                                                  | Kommune Qeqertalik       | Qeqertarsuaq     | 799       | ↓ | 1773–1950: Loge ab 1950: Stadt                                                                                 | 69° 14′ 47″ N, 53° 32′ 0″ W  |
| Qivittut Diskofjord (dänisch) (K'ivítut)                                                                                         | Kommune Qeqertalik       | Qeqertarsuaq     | 0         |   | 1830–1832: Udsted 1843–1853: Udsted † 1853                                                                     | 69° 26′ 18″ N, 53° 42′ 12″ W |
| Qullissaaqqat (K'utdligssârĸat)                                                                                                  | Kommune Qeqertalik       | Qeqertarsuaq     | 0         |   | † 1956 | 70° 2′ 5″ N, 52° 55′ 51″ W   |
| Qullissat (K'utdligssat) | Kommune Qeqertalik       | Qeqertarsuaq     | 0         |   | 1950–1972: Stadt † 1972                                                                                        | 70° 9′ 7″ N, 53° 8′ 58″ W    |
| Sioraq (Sioraĸ) | Kommune Qeqertalik       | Qeqertarsuaq     | 0         |   | † in Kangerluk aufgegangen                                                                                     | 69° 29′ 13″ N, 53° 58′ 6″ W  |
| Ujarasussuk Alanngoq (früher/alternativ) (Ujarasugssuk/Alángoĸ)                                                                  | Kommune Qeqertalik       | Qeqertarsuaq     | 0         |   | 1830–1830er: Winterudsted 1862–1963: Udsted † 1963                                                             | 69° 51′ 34″ N, 52° 26′ 27″ W |
| Upernavik (Upernavik) | Kommune Qeqertalik       | Qeqertarsuaq     | 0         |   | † in Kangerluk aufgegangen                                                                                     | 69° 28′ 53″ N, 53° 57′ 3″ W  |
| Uunartoq (Ûnartoĸ) | Kommune Qeqertalik       | Qeqertarsuaq     | 0         |   | † 1962 | 69° 53′ 32″ N, 52° 35′ 2″ W  |
| Akulliit (Akugdlît) | Kommune Qeqertalik       | Qasigiannguit    | 0         |   | 1856–1962: Udsted † 1962                                                                                       | 68° 39′ 24″ N, 51° 14′ 59″ W |
| Ikamiut (Ikamiut) | Kommune Qeqertalik       | Qasigiannguit    | 80        | ↑ | 1848–1966: Udsted ab 1966: Dorf                                                                                | 68° 38′ 3″ N, 51° 49′ 45″ W  |
| Niaqornaq (Niaĸornaĸ) | Kommune Qeqertalik       | Qasigiannguit    | 0         |   | † 19. Jhd. | 68° 41′ 32″ N, 51° 5′ 6″ W   |
| Qasigiannguit Christianshåb (dänisch) (K'asigiánguit)                                                                            | Kommune Qeqertalik       | Qasigiannguit    | 961       | ↓ | 1734–1826: Kolonie 1826–1829: Udsted 1829–1950: Kolonie ab 1950: Stadt                                         | 68° 49′ 7″ N, 51° 11′ 38″ W  |
| Sarpiusat Sarpik (früher/alternativ) (Sarpiussat/Sarpik)                                                                         | Kommune Qeqertalik       | Qasigiannguit    | 0         |   | † 19. Jhd. | 68° 33′ 29″ N, 51° 23′ 58″ W |
| Aasiaat Egedesminde (dänisch) (Ausiait)                                                                                          | Kommune Qeqertalik       | Aasiaat          | 2992      | ↑ | 1763–1950: Kolonie ab 1950: Stadt                                                                              | 68° 42′ 35″ N, 52° 51′ 45″ W |
| Akunnaaq (Akúnâĸ) | Kommune Qeqertalik       | Aasiaat          | 55        | ↓ | 1903–1966: Udsted ab 1966: Dorf                                                                                | 68° 44′ 39″ N, 52° 19′ 43″ W |
| Itillermiut (Itivdlermiut) | Kommune Qeqertalik       | Aasiaat          | 0         |   | † 19. Jhd. | 68° 41′ 40″ N, 52° 11′ 51″ W |
| Kangaarsutsiaq (Kangârssutsiaĸ)                                                                                                  | Kommune Qeqertalik       | Aasiaat          | 0         |   | † 1933 | 68° 33′ 51″ N, 53° 8′ 48″ W  |
| Killiit Vester Ejlande (dänisch) (Kitdlît)                                                                                       | Kommune Qeqertalik       | Aasiaat          | 0         |   | 1797–1807: Anlage 1813–1814: Anlage 1818–1823: Anlage 1845–1847: Udsted 1960–1966: Udsted ab 1966: Dorf † 1967 | 68° 37′ 25″ N, 53° 31′ 28″ W |
| Kitsissuarsuit Hunde Ejlande (dänisch) (Kitsigsuarssuit)                                                                         | Kommune Qeqertalik       | Aasiaat          | 50        | ↓ | 1796–1813: Anlage 1818–1830: Anlage 1830–1966: Udsted ab 1966: Dorf                                            | 68° 51′ 28″ N, 53° 7′ 15″ W  |
| Kitsissunnguit Grønne Ejlande (dänisch) (Kitsigsúnguit)                                                                          | Kommune Qeqertalik       | Aasiaat          | 0         |   | 1855–19. Jhd.: Udsted † 19. Jhd.                                                                               | 68° 49′ 20″ N, 51° 45′ 44″ W |
| Manermiut (Manermiut) | Kommune Qeqertalik       | Aasiaat          | 0         |   | 1860–1960: Udsted † 1962                                                                                       | 68° 35′ 54″ N, 53° 7′ 51″ W  |
| Maniitsoq (Manîtsoĸ) | Kommune Qeqertalik       | Aasiaat          | 0         |   | † 1952 | 68° 45′ 54″ N, 52° 51′ 9″ W  |
| Nivaaq (Nivâĸ) | Kommune Qeqertalik       | Aasiaat          | 0         |   | 1847–1903: Udsted † 1963                                                                                       | 68° 37′ 7″ N, 52° 24′ 17″ W  |
| Nuuk (Nûk) | Kommune Qeqertalik       | Aasiaat          | 0         |   | † 1920 | 68° 41′ 45″ N, 52° 11′ 44″ W |
| Aalatsivik (Aulatsivik) | Kommune Qeqertalik       | Kangaatsiaq      | 0         |   | † 1965 | 68° 10′ 15″ N, 52° 49′ 50″ W |
| Akulliit (Akugdlît) | Kommune Qeqertalik       | Kangaatsiaq      | 0         |   | † 1930er | 68° 23′ 45″ N, 53° 19′ 2″ W  |
| Aqisserniaq (Aĸigsserniaĸ) | Kommune Qeqertalik       | Kangaatsiaq      | 0         |   | † 1968 | 67° 52′ 24″ N, 53° 35′ 13″ W |
| Aqqitsoq (Arĸitsoĸ) | Kommune Qeqertalik       | Kangaatsiaq      | 0         |   | † 1905 | 68° 15′ 1″ N, 53° 5′ 12″ W   |
| Attu (Agto) | Kommune Qeqertalik       | Kangaatsiaq      | 184       | ↓ | 1818–1850: Anlage 1850–1966: Udsted ab 1966: Dorf                                                              | 67° 56′ 25″ N, 53° 37′ 12″ W |
| Igannaq (Igánaĸ) | Kommune Qeqertalik       | Kangaatsiaq      | 0         |   | † 1919 | 68° 25′ 53″ N, 53° 14′ 34″ W |
| Iginniarfik (Igíniarfik) | Kommune Qeqertalik       | Kangaatsiaq      | 61        | ↓ | um 1825/50–1966: Udsted ab 1966: Dorf                                                                          | 68° 8′ 54″ N, 53° 10′ 16″ W  |
| Ikerasaarsuk Illukoq (früher/alternativ) (Ikerasârssuk/Igdlukoĸ)                                                                 | Kommune Qeqertalik       | Kangaatsiaq      | 86        | → | ab 1993: Dorf                                                                                                  | 68° 8′ 24″ N, 53° 26′ 51″ W  |
| Ikerasak (Ikerasak) | Kommune Qeqertalik       | Kangaatsiaq      | 0         |   | † 1971 | 68° 0′ 8″ N, 53° 37′ 29″ W   |
| Imermiut (Imermiut) | Kommune Qeqertalik       | Kangaatsiaq      | 0         |   | † 19. Jhd. | 67° 56′ 8″ N, 53° 15′ 27″ W  |
| Innalik (Ivnalik) | Kommune Qeqertalik       | Kangaatsiaq      | 0         |   | † 1969 | 68° 26′ 43″ N, 53° 28′ 58″ W |
| Kangaatsiaq (Kangâtsiaĸ) | Kommune Qeqertalik       | Kangaatsiaq      | 481       | ↓ | 1840/46–1966: Udsted 1966–1986: Dorf ab 1986: Stadt (ab 1950 de facto)                                         | 68° 18′ 26″ N, 53° 27′ 48″ W |
| Maniitsoq (Manîtsoĸ) | Kommune Qeqertalik       | Kangaatsiaq      | 0         |   | † 1890er | 67° 50′ 17″ N, 53° 49′ 27″ W |
| Narsaarsuk (Narsârssuk) | Kommune Qeqertalik       | Kangaatsiaq      | 0         |   | † 19. Jhd. | 68° 2′ 58″ N, 51° 55′ 22″ W  |
| Nasersorfiit (Naserssorfît) | Kommune Qeqertalik       | Kangaatsiaq      | 0         |   | † 19. Jhd. | 67° 52′ 56″ N, 53° 45′ 9″ W  |
| Nattoralik (Nagtoralik) | Kommune Qeqertalik       | Kangaatsiaq      | 0         |   | † 1927 | 68° 8′ 4″ N, 53° 24′ 12″ W   |
| Niaqornaarsuk (Niaĸornârssuk) | Kommune Qeqertalik       | Kangaatsiaq      | 213       | ↓ | 1939–1966: Udsted ab 1966: Dorf                                                                                | 68° 14′ 0″ N, 52° 51′ 28″ W  |
| Nunarsuaq (Nunarssuaĸ) | Kommune Qeqertalik       | Kangaatsiaq      | 0         |   | † 19. Jhd. | 67° 59′ 47″ N, 53° 40′ 30″ W |
| Qeqertarsuatsiaq (K'eĸertarssuatsiaĸ)                                                                                            | Kommune Qeqertalik       | Kangaatsiaq      | 0         |   | † 1978 | 68° 24′ 47″ N, 53° 14′ 12″ W |
| Qipingasoq (K'ipingassoĸ) | Kommune Qeqertalik       | Kangaatsiaq      | 0         |   | 1843–1846: Udsted † 1939                                                                                       | 68° 17′ 12″ N, 53° 8′ 47″ W  |
| Saattut (Sãtut) | Kommune Qeqertalik       | Kangaatsiaq      | 0         |   | † 19. Jhd. | 68° 4′ 1″ N, 53° 49′ 5″ W    |
| Tasiusaarsuk (Tasiussârssuk) | Kommune Qeqertalik       | Kangaatsiaq      | 0         |   | † 19. Jhd. | 68° 11′ 15″ N, 53° 8′ 4″ W   |
| Teqqiinngaq (Terĸĩngaĸ) | Kommune Qeqertalik       | Kangaatsiaq      | 0         |   | † 1890er | 68° 3′ 2″ N, 53° 9′ 44″ W    |
| Tununngasoq (Tunúngassoĸ) | Kommune Qeqertalik       | Kangaatsiaq      | 0         |   | † 1980 | 68° 6′ 10″ N, 53° 10′ 27″ W  |
| Akulleq (Akugdleĸ) | Qeqqata Kommunia         | Sisimiut         | 0         |   | † 20. Jhd. | 66° 53′ 17″ N, 52° 23′ 3″ W  |
| Asummiut (Asungmiut) | Qeqqata Kommunia         | Sisimiut         | 0         |   | 1759–1767: Loge † 18./19. Jhd.                                                                                 | 66° 57′ 7″ N, 53° 44′ 11″ W  |
| Avalleq (Avatdleĸ) | Qeqqata Kommunia         | Sisimiut         | 0         |   | † 19. Jhd. | 66° 51′ 31″ N, 52° 30′ 18″ W |
| Eqalugaarsuit (Eĸalugârssuit) | Qeqqata Kommunia         | Sisimiut         | 0         |   | † 19. Jhd. | 66° 34′ 38″ N, 52° 45′ 5″ W  |
| Ikerasaarsuk (Ikerasârssuk) | Qeqqata Kommunia         | Sisimiut         | 0         |   | † 1953 | 66° 49′ 6″ N, 53° 5′ 44″ W   |
| Ikerasak (Ikerasak) | Qeqqata Kommunia         | Sisimiut         | 0         |   | † 1955 | 66° 52′ 11″ N, 53° 26′ 27″ W |
| Illorsuatsiaat (Igdlorssuatsiait)                                                                                                | Qeqqata Kommunia         | Sisimiut         | 0         |   | † 19. Jhd. | 66° 54′ 40″ N, 53° 0′ 9″ W   |
| Isortoq (Isortoĸ) | Qeqqata Kommunia         | Sisimiut         | 0         |   | † 1941 | 67° 12′ 37″ N, 53° 50′ 19″ W |
| Itilleq (Itivdleĸ) | Qeqqata Kommunia         | Sisimiut         | 100       | ↑ | 1847–1966: Udsted ab 1966: Dorf                                                                                | 66° 34′ 37″ N, 53° 29′ 50″ W |
| Kaaffik (Kâgfik) | Qeqqata Kommunia         | Sisimiut         | 0         |   | † 19. Jhd. | 66° 43′ 24″ N, 53° 31′ 19″ W |
| Kangerlussuaq Søndre Strømfjord (dänisch) (Kangerdlugssuaĸ)                                                                      | Qeqqata Kommunia         | Sisimiut         | 440       | ↓ | 1941–1992: Militärbasis ab 1992: Dorf                                                                          | 67° 0′ 30″ N, 50° 41′ 46″ W  |
| Qerrortusoq (K'errortussoĸ) | Qeqqata Kommunia         | Sisimiut         | 0         |   | 1778–1801: Loge 1805–1881: Udsted † 1920er                                                                     | 66° 55′ 3″ N, 53° 30′ 20″ W  |
| Qerrortusoq (Assaqutaq) Assaqutaq (früher/alternativ) (K'errortussoĸ/Avssaĸutaĸ)                                                 | Qeqqata Kommunia         | Sisimiut         | 0         |   | 1909–1966: Udsted ab 1966: Dorf † 1969                                                                         | 66° 54′ 55″ N, 53° 28′ 45″ W |
| Saqqaq (Sarĸaĸ) | Qeqqata Kommunia         | Sisimiut         | 0         |   | † 1952 | 66° 42′ 28″ N, 53° 27′ 40″ W |
| Saqqarliit (Sarĸardlît) | Qeqqata Kommunia         | Sisimiut         | 0         |   | † 1961 | 66° 52′ 16″ N, 52° 27′ 16″ W |
| Sarfannguit Sarfannguaq (früher/alternativ) (Sarfánguit/Sarfánguaĸ)                                                              | Qeqqata Kommunia         | Sisimiut         | 91        | ↓ | 1843–1966: Udsted (anfangs mglw. Anlage) ab 1966: Dorf                                                         | 66° 53′ 51″ N, 52° 51′ 39″ W |
| Sisimiut Holsteinsborg (dänisch) (Sisimiut)                                                                                      | Qeqqata Kommunia         | Sisimiut         | 5485      | ↑ | 1764–1950: Kolonie ab 1950: Stadt                                                                              | 66° 56′ 12″ N, 53° 40′ 3″ W  |
| Timerliit (Timerdlît) | Qeqqata Kommunia         | Sisimiut         | 0         |   | † 19. Jhd. | 66° 53′ 54″ N, 52° 51′ 13″ W |
| Utoqqaat (Utorĸait) | Qeqqata Kommunia         | Sisimiut         | 0         |   | † 19. Jhd. | 66° 55′ 52″ N, 53° 3′ 34″ W  |
| Uummannaarsuk (Ũmánârssuk) | Qeqqata Kommunia         | Sisimiut         | 0         |   | † 1962 | 66° 50′ 43″ N, 53° 34′ 15″ W |
| Appamiut (Agpamiut) | Qeqqata Kommunia         | Maniitsoq        | 0         |   | † 1961 | 65° 39′ 46″ N, 53° 8′ 52″ W  |
| Atammik (Atangmik) | Qeqqata Kommunia         | Maniitsoq        | 184       | ↓ | 1830er?–1966: Udsted ab 1966: Dorf                                                                             | 64° 48′ 13″ N, 52° 10′ 33″ W |
| Ikerasak (Ikerasak) | Qeqqata Kommunia         | Maniitsoq        | 0         |   | † 1952 | 65° 11′ 25″ N, 52° 16′ 37″ W |
| Ikkamiut (Íkamiut) | Qeqqata Kommunia         | Maniitsoq        | 0         |   | 19. Jhd.: Udsted † 1953                                                                                        | 65° 37′ 37″ N, 52° 47′ 11″ W |
| Illussaat Illutsiaat (früher/alternativ) (Igdlússât/Igdlutsiait)                                                                 | Qeqqata Kommunia         | Maniitsoq        | 0         |   | † 19. Jhd. | 65° 8′ 6″ N, 52° 9′ 57″ W    |
| Kangaamiut Gamle Sukkertoppen (dänisch) (Kangâmiut)                                                                              | Qeqqata Kommunia         | Maniitsoq        | 295       | ↑ | 1755–1781: Kolonie 1781–1966: Udsted ab 1966: Dorf                                                             | 65° 49′ 31″ N, 53° 20′ 31″ W |
| Kangerluarsuk (Kangerdluarssuk)                                                                                                  | Qeqqata Kommunia         | Maniitsoq        | 0         |   | † 1952 | 65° 25′ 12″ N, 52° 31′ 42″ W |
| Kangerlussuatsiaq (Kangerdlugssuatsiaĸ)                                                                                          | Qeqqata Kommunia         | Maniitsoq        | 0         |   | † 19. Jhd. | 65° 56′ 29″ N, 52° 47′ 23″ W |
| Maniitsoq Sukkertoppen (dänisch) (Manîtsoĸ)                                                                                      | Qeqqata Kommunia         | Maniitsoq        | 2519      | ↓ | 1781–1950: Kolonie ab 1950: Stadt                                                                              | 65° 24′ 58″ N, 52° 53′ 41″ W |
| Maniitsoq (Manîtsoĸ) | Qeqqata Kommunia         | Maniitsoq        | 0         |   | † 19. Jhd. | 65° 49′ 39″ N, 53° 12′ 13″ W |
| Napasoq (Napassoĸ) | Qeqqata Kommunia         | Maniitsoq        | 65        | ↓ | 1833–1842: private Handelsstation 1842–1865: Udsted (in Illutalik) 1865–1966: Udsted ab 1966: Dorf             | 65° 2′ 47″ N, 52° 22′ 56″ W  |
| Narsarmiut (Narssarmiut) | Qeqqata Kommunia         | Maniitsoq        | 0         |   | † 1950 | 65° 53′ 27″ N, 53° 17′ 49″ W |
| Qeqertaq Qeqertarmiut (früher/alternativ) (K'eĸertaĸ/K'eĸertarmiut)                                                              | Qeqqata Kommunia         | Maniitsoq        | 0         |   | † 1927 | 65° 33′ 17″ N, 52° 54′ 7″ W  |
| Timerliit (Timerdlît) | Qeqqata Kommunia         | Maniitsoq        | 0         |   | 19. Jhd.: Udsted † 1956                                                                                        | 65° 50′ 23″ N, 53° 10′ 30″ W |
| Akunnaat Lichtenfels (deutsch) (Akúnât)                                                                                          | Kommuneqarfik Sermersooq | Nuuk             | 0         |   | 1758–1900: Herrnhutische Missionsstation † 1950                                                                | 63° 3′ 39″ N, 50° 44′ 29″ W  |
| Ikaarissat (Ikâríssat) | Kommuneqarfik Sermersooq | Nuuk             | 0         |   | † 1926 | 64° 7′ 30″ N, 51° 47′ 13″ W  |
| Itinnera (Itivnera) | Kommuneqarfik Sermersooq | Nuuk             | 0         |   | † 1992 | 64° 22′ 36″ N, 50° 23′ 39″ W |
| Kangaarsuk (Kangârssuk) | Kommuneqarfik Sermersooq | Nuuk             | 0         |   | † 1900er | 62° 57′ 27″ N, 50° 35′ 25″ W |
| Kangeq (Kangeĸ) | Kommuneqarfik Sermersooq | Nuuk             | 0         |   | 1854–1966: Udsted ab 1966: Dorf † 1974                                                                         | 64° 7′ 2″ N, 52° 4′ 14″ W    |
| Kangerluarsoruseq Færingehavn (dänisch) Føroyingahavn (färöisch) (Kangerdluarssoruseĸ)                                           | Kommuneqarfik Sermersooq | Nuuk             | 0         |   | † 2009 | 63° 41′ 51″ N, 51° 32′ 40″ W |
| Kangerluarsussuaq (Kangerdluarssugssuaĸ)                                                                                         | Kommuneqarfik Sermersooq | Nuuk             | 0         |   | 19. Jhd.: Udsted † 1956                                                                                        | 63° 18′ 7″ N, 51° 6′ 2″ W    |
| Kangillermiut Bjørnesund (dänisch) (Kangigdlermiut)                                                                              | Kommuneqarfik Sermersooq | Nuuk             | 0         |   | † 1950 | 62° 46′ 27″ N, 50° 20′ 53″ W |
| Kapisillit (Kapissigdlit) | Kommuneqarfik Sermersooq | Nuuk             | 37        | ↓ | 1939–1966: Udsted ab 1966: Dorf                                                                                | 64° 26′ 2″ N, 50° 16′ 20″ W  |
| Narsaq (Narssaĸ) | Kommuneqarfik Sermersooq | Nuuk             | 0         |   | 1858–1964: Udsted † 1964                                                                                       | 63° 59′ 42″ N, 51° 37′ 18″ W |
| Neriunaq (Neriunaĸ) | Kommuneqarfik Sermersooq | Nuuk             | S         |   | † 1983 (Wohnplatz)                                                                                             | 64° 27′ 4″ N, 50° 19′ 15″ W  |
| Noorliit Ny Herrnhut (dänisch) Neu-Herrnhut (deutsch) (Nôrdlît)                                                                  | Kommuneqarfik Sermersooq | Nuuk             | 0         |   | 1733–1900: Herrnhutische Missionsstation † in Nuuk aufgegangen                                                 | 64° 10′ 8″ N, 51° 44′ 44″ W  |
| Nuuk Godthåb (dänisch) (Nûk) | Kommuneqarfik Sermersooq | Nuuk             | 19903     | ↑ | 1728–1950: Kolonie ab 1950: Stadt                                                                              | 64° 10′ 30″ N, 51° 44′ 9″ W  |
| Qaarusuk (K'ârusuk) | Kommuneqarfik Sermersooq | Nuuk             | 0         |   | † 1929 | 64° 21′ 58″ N, 51° 22′ 31″ W |
| Qarajat (K'arajat) | Kommuneqarfik Sermersooq | Nuuk             | 0         |   | † 1905 | 63° 57′ 27″ N, 51° 30′ 30″ W |
| Qassinnguit (K'agssínguit) | Kommuneqarfik Sermersooq | Nuuk             | 0         |   | † 1928 | 64° 25′ 51″ N, 50° 27′ 45″ W |
| Qeqertarsuatsiaat Fiskenæsset (dänisch) (K'eĸertarssuatsiait)                                                                    | Kommuneqarfik Sermersooq | Nuuk             | 171       | ↑ | 1754–1872: Loge 1872–1966: Udsted ab 1966: Dorf                                                                | 63° 5′ 21″ N, 50° 40′ 27″ W  |
| Qooqqut (K'ôrĸut) | Kommuneqarfik Sermersooq | Nuuk             | 0         |   | † 2002 | 64° 15′ 34″ N, 50° 54′ 15″ W |
| Qoornoq (K'ôrnoĸ) | Kommuneqarfik Sermersooq | Nuuk             | 0         |   | 19. Jhd.–1966: Udsted ab 1966: Dorf † 1974                                                                     | 64° 31′ 59″ N, 51° 5′ 38″ W  |
| Saarloq (Sârdloĸ) | Kommuneqarfik Sermersooq | Nuuk             | 0         |   | † 1951 | 64° 22′ 14″ N, 51° 39′ 51″ W |
| Takisoq (Takissoĸ) | Kommuneqarfik Sermersooq | Nuuk             | 0         |   | † 19. Jhd. | 62° 44′ 56″ N, 50° 23′ 51″ W |
| Toornat (Tôrnat) | Kommuneqarfik Sermersooq | Nuuk             | 0         |   | † 19. Jhd. | 63° 7′ 32″ N, 51° 0′ 50″ W   |
| Utoqqarmiut (Utorĸarmiut) | Kommuneqarfik Sermersooq | Nuuk             | 0         |   | † 1962 | 63° 47′ 56″ N, 51° 27′ 3″ W  |
| Uugarsiorfik (Ûgarsiorfik) | Kommuneqarfik Sermersooq | Nuuk             | 0         |   | † 1943 | 63° 8′ 39″ N, 50° 58′ 38″ W  |
| Uummannaq (Ũmánaĸ) | Kommuneqarfik Sermersooq | Nuuk             | 0         |   | † 1950 | 64° 29′ 29″ N, 50° 47′ 56″ W |
| Alanngoq (Alángoĸ) | Kommuneqarfik Sermersooq | Paamiut          | 0         |   | † 19. Jhd. | 61° 4′ 21″ N, 48° 21′ 30″ W  |
| Arsuk (Arsuk) | Kommuneqarfik Sermersooq | Paamiut          | 76        | ↑ | 1805–1966: Udsted ab 1966: Dorf                                                                                | 61° 10′ 28″ N, 48° 26′ 57″ W |
| Avigaat (Avigait) | Kommuneqarfik Sermersooq | Paamiut          | 0         |   | 19. Jhd.–1868: Udsted † um 1925                                                                                | 62° 12′ 19″ N, 49° 52′ 37″ W |
| Iluilaarsuk (Iluilârssuk) | Kommuneqarfik Sermersooq | Paamiut          | 0         |   | † 1962 | 61° 49′ 57″ N, 49° 25′ 50″ W |
| Isua (Isua) | Kommuneqarfik Sermersooq | Paamiut          | 0         |   | † 19. Jhd. | 61° 8′ 16″ N, 48° 13′ 13″ W  |
| Kangaarsuk (Kangârssuk) | Kommuneqarfik Sermersooq | Paamiut          | 0         |   | 19. Jhd.: Udsted † 19. Jhd.                                                                                    | 61° 27′ 49″ N, 48° 59′ 17″ W |
| Kangilineq Kvanø (dänisch) (Kangilineĸ)                                                                                          | Kommuneqarfik Sermersooq | Paamiut          | 0         |   | † 1963 | 61° 57′ 15″ N, 49° 27′ 27″ W |
| Kuannit Avigaat (früher/alternativ) (Kuánit/Avigait)                                                                             | Kommuneqarfik Sermersooq | Paamiut          | 0         |   | 1868–1966: Udsted ab 1966: Dorf † 1984                                                                         | 62° 13′ 42″ N, 49° 50′ 26″ W |
| Narsalik (Narssalik) | Kommuneqarfik Sermersooq | Paamiut          | 0         |   | um 1840–1966: Udsted ab 1966: Dorf † 1996                                                                      | 61° 39′ 21″ N, 49° 19′ 28″ W |
| Neria (Neria) | Kommuneqarfik Sermersooq | Paamiut          | 0         |   | † 1966 | 61° 37′ 27″ N, 49° 5′ 30″ W  |
| Paamiut Frederikshåb (dänisch) (Pâmiut)                                                                                          | Kommuneqarfik Sermersooq | Paamiut          | 1169      | ↓ | 1742–1950: Kolonie ab 1950: Stadt                                                                              | 61° 59′ 43″ N, 49° 39′ 58″ W |
| Putuerneq (Putuerneĸ) | Kommuneqarfik Sermersooq | Paamiut          | 0         |   | † 1930er | 61° 36′ 54″ N, 49° 1′ 43″ W  |
| Qeqertaq (K'eĸertaĸ) | Kommuneqarfik Sermersooq | Paamiut          | 0         |   | † 19. Jhd. | 62° 2′ 40″ N, 49° 3′ 31″ W   |
| Qeqertarsuaq Storøen (dänisch) (K'eĸertarssuaĸ)                                                                                  | Kommuneqarfik Sermersooq | Paamiut          | 0         |   | † 1954 | 62° 7′ 22″ N, 49° 46′ 4″ W   |
| Sannerut (Sánerut) | Kommuneqarfik Sermersooq | Paamiut          | 0         |   | † 19. Jhd. | 60° 57′ 29″ N, 48° 11′ 43″ W |
| Tissaluk (Tigssaluk) | Kommuneqarfik Sermersooq | Paamiut          | 0         |   | 19./20. Jhd.–1906: Udsted † 1906                                                                               | 61° 23′ 19″ N, 48° 51′ 15″ W |
| Ukalersalik (Ukalersalik) | Kommuneqarfik Sermersooq | Paamiut          | 0         |   | † 19. Jhd. | 61° 41′ 0″ N, 49° 13′ 14″ W  |
| Ungilak (Ungilak) | Kommuneqarfik Sermersooq | Paamiut          | 0         |   | † 1946 | 61° 59′ 35″ N, 49° 29′ 14″ W |
| Kangilinnguit Grønnedal (dänisch) (Kangilínguit)                                                                                 | Kommuneqarfik Sermersooq | Ivittuut         | 0         |   | 1943–1951: Militärbasis † 2019                                                                                 | 61° 13′ 54″ N, 48° 5′ 48″ W  |
| Ivittuut (Ivigtût) | Kommuneqarfik Sermersooq | Ivittuut         | 0         |   | ab 1950: Stadt † 2012                                                                                          | 61° 12′ 20″ N, 48° 10′ 24″ W |
| Akia (Akia) | Kommune Kujalleq         | Qaqortoq         | 0         |   | † 1988 | 60° 41′ 20″ N, 45° 57′ 16″ W |
| Akunnaaq Akunnaarmiut (früher/alternativ) (Akúnâĸ/Akúnârmiut)                                                                    | Kommune Kujalleq         | Qaqortoq         | 0         |   | † 19. Jhd. | 60° 49′ 33″ N, 46° 45′ 43″ W |
| Arpatsivik (Arpatsivik) | Kommune Kujalleq         | Qaqortoq         | 0         |   | † 1993 | 60° 45′ 7″ N, 45° 55′ 54″ W  |
| Eqalugaarsuit (Eĸalugârssuit) | Kommune Kujalleq         | Qaqortoq         | 73        | → | 1952–1966: Udsted ab 1966: Dorf                                                                                | 60° 37′ 20″ N, 45° 54′ 39″ W |
| Eqaluit (Eĸaluit) | Kommune Kujalleq         | Qaqortoq         | 0         |   | † 2005 | 60° 45′ 55″ N, 45° 34′ 47″ W |
| Eqaluit Akiat (Eĸaluit Akiat) | Kommune Kujalleq         | Qaqortoq         | S         |   | | 60° 45′ 30″ N, 45° 32′ 41″ W |
| Ikerasaarsuk (Ikerasârssuk) | Kommune Kujalleq         | Qaqortoq         | 0         |   | † 19. Jhd. | 60° 42′ 46″ N, 46° 29′ 9″ W  |
| Illorsuit (Igdlorssuit) | Kommune Kujalleq         | Qaqortoq         | S         |   | | 60° 47′ 18″ N, 45° 40′ 49″ W |
| Illuku (Igdluko) | Kommune Kujalleq         | Qaqortoq         | 0         |   | † in Qaqortoq aufgegangen                                                                                      | 60° 42′ 38″ N, 46° 4′ 4″ W   |
| Innartalik (Ivnartalik) | Kommune Kujalleq         | Qaqortoq         | 0         |   | † 19. Jhd. | 60° 38′ 11″ N, 46° 11′ 16″ W |
| Isortoq (Isortoĸ) | Kommune Kujalleq         | Qaqortoq         | S         |   | | 60° 59′ 1″ N, 47° 31′ 10″ W  |
| Itilliarsuk (Itivdliarssuk) | Kommune Kujalleq         | Qaqortoq         | 0         |   | † 19. Jhd. | 60° 37′ 36″ N, 45° 46′ 44″ W |
| Itilliatsiaq Nunarsuit (früher/alternativ) (Itivdliatsiaĸ/Nunarssuit)                                                            | Kommune Kujalleq         | Qaqortoq         | 0         |   | † 1905 | 60° 42′ 0″ N, 47° 51′ 5″ W   |
| Itillilik (Itivdlilik) | Kommune Kujalleq         | Qaqortoq         | 0         |   | † 19. Jhd. | 60° 41′ 46″ N, 46° 12′ 55″ W |
| Kangerluarsorujuk (Kangerdluarssorujuk)                                                                                          | Kommune Kujalleq         | Qaqortoq         | S         |   | | 60° 42′ 3″ N, 45° 36′ 17″ W  |
| Kangerluarsorujuup Qinngua (Kangerdluarsorujûp K'íngua)                                                                          | Kommune Kujalleq         | Qaqortoq         | 0         |   | † 2012 | 60° 41′ 54″ N, 45° 34′ 5″ W  |
| Kangermiutsiaat (Kangermiutsiait)                                                                                                | Kommune Kujalleq         | Qaqortoq         | 0         |   | † 1920er | 60° 37′ 24″ N, 46° 5′ 18″ W  |
| Kingittoq (Kingigtoĸ) | Kommune Kujalleq         | Qaqortoq         | S         |   | | 60° 44′ 7″ N, 46° 15′ 40″ W  |
| Lille Qaqortoq | Kommune Kujalleq         | Qaqortoq         | 0         |   | † in Qaqortoq aufgegangen                                                                                      | 60° 42′ 46″ N, 46° 3′ 10″ W  |
| Niaqornannguaq (Niaĸornánguaĸ)                                                                                                   | Kommune Kujalleq         | Qaqortoq         | 0         |   | † in Qaqortoq aufgegangen                                                                                      | 60° 42′ 40″ N, 46° 0′ 56″ W  |
| Paarliit (Pârdlît) | Kommune Kujalleq         | Qaqortoq         | 0         |   | † 19. Jhd. | 60° 41′ 49″ N, 46° 16′ 3″ W  |
| Qaarsoq (K'aersoĸ) | Kommune Kujalleq         | Qaqortoq         | 0         |   | † 1946 (Wohnplatz) † 1951 (Schäfersiedlung)                                                                    | 60° 30′ 37″ N, 45° 52′ 15″ W |
| Qaarsutsiaq (K'aerssutsiaĸ) | Kommune Kujalleq         | Qaqortoq         | 0         |   | † 1995 | 60° 34′ 27″ N, 45° 48′ 0″ W  |
| Qaarusuk (K'ârusuk) | Kommune Kujalleq         | Qaqortoq         | 0         |   | † 19. Jhd. | 60° 31′ 55″ N, 46° 0′ 30″ W  |
| Qajiffik (K'ajivfik) | Kommune Kujalleq         | Qaqortoq         | 0         |   | † 19. Jhd. | 60° 37′ 25″ N, 45° 52′ 25″ W |
| Qanisartuut (K'anisartût) | Kommune Kujalleq         | Qaqortoq         | S         |   | | 60° 49′ 43″ N, 45° 28′ 13″ W |
| Qaqortukulooq Hvalsey (altnordisch) (K'aĸortukulôĸ)                                                                              | Kommune Kujalleq         | Qaqortoq         | 0         |   | † 2014 | 60° 49′ 31″ N, 45° 45′ 31″ W |
| Qaqortoq Julianehåb (dänisch) (K'aĸortoĸ)                                                                                        | Kommune Kujalleq         | Qaqortoq         | 3069      | ↑ | 1775–1950: Kolonie ab 1950: Stadt                                                                              | 60° 43′ 10″ N, 46° 2′ 10″ W  |
| Qaqqaligaatsiaq (K'áĸaligâtsiaĸ)                                                                                                 | Kommune Kujalleq         | Qaqortoq         | 0         |   | † 19. Jhd. | 60° 46′ 21″ N, 47° 37′ 17″ W |
| Qassimiut (K'agssimiut) | Kommune Kujalleq         | Qaqortoq         | 12        | ↓ | 1834–1966: Udsted ab 1966: Dorf                                                                                | 60° 46′ 53″ N, 47° 9′ 31″ W  |
| Qeqertarsuaaraq (K'eĸertarssuâraĸ)                                                                                               | Kommune Kujalleq         | Qaqortoq         | 0         |   | † 1962 (Wohnplatz) † 1976 (Schäfersiedlung)                                                                    | 60° 49′ 15″ N, 47° 5′ 57″ W  |
| Qeqertatsiaq (K'eĸertatsiaĸ) | Kommune Kujalleq         | Qaqortoq         | 0         |   | † 19. Jhd. | 60° 46′ 53″ N, 47° 25′ 43″ W |
| Qipoqqarmiut (K'iporĸarmiut) | Kommune Kujalleq         | Qaqortoq         | 0         |   | † 19. Jhd. | 60° 38′ 28″ N, 46° 10′ 32″ W |
| Saarloq Ikerasak (früher/alternativ) (Sârdloĸ/Ikerasak)                                                                          | Kommune Kujalleq         | Qaqortoq         | 28        | ↑ | 1853–1966: Udsted ab 1966: Dorf                                                                                | 60° 32′ 14″ N, 46° 1′ 40″ W  |
| Saqqaa (Sarĸâ) | Kommune Kujalleq         | Qaqortoq         | S         |   | | 60° 50′ 50″ N, 45° 22′ 6″ W  |
| Saqqarliit (Sarĸardlît) | Kommune Kujalleq         | Qaqortoq         | 0         |   | † 19. Jhd. | 60° 31′ 57″ N, 46° 1′ 52″ W  |
| Saqqarmiut (Sarĸarmiut) | Kommune Kujalleq         | Qaqortoq         | 0         |   | † 1969 | 60° 49′ 7″ N, 47° 25′ 28″ W  |
| Tasilikulooq (Tasilikulôĸ) | Kommune Kujalleq         | Qaqortoq         | S         |   | | 60° 50′ 0″ N, 45° 24′ 13″ W  |
| Tasiluk (Tasiluk) | Kommune Kujalleq         | Qaqortoq         | S         |   | | 60° 40′ 51″ N, 45° 48′ 10″ W |
| Tatsip Ataa (Tatsip Atâ) | Kommune Kujalleq         | Qaqortoq         | 0         |   | † 2005 | 60° 49′ 11″ N, 45° 31′ 8″ W  |
| Ukuaqallak (Ukuaĸatdlak) | Kommune Kujalleq         | Qaqortoq         | 0         |   | † 19. Jhd. | 60° 46′ 26″ N, 47° 34′ 17″ W |
| Upernaviarsuk (Upernaviarssuk)                                                                                                   | Kommune Kujalleq         | Qaqortoq         | S         |   | | 60° 44′ 59″ N, 45° 53′ 25″ W |
| Upernivik (Upernivik) | Kommune Kujalleq         | Qaqortoq         | 0         |   | † 19. Jhd. | 60° 38′ 19″ N, 45° 47′ 58″ W |
| Upernivik (Upernivik) | Kommune Kujalleq         | Qaqortoq         | 0         |   | † 19. Jhd. | 60° 33′ 56″ N, 45° 59′ 52″ W |
| Arnannguit (Arnánguit) | Kommune Kujalleq         | Narsaq           | S         |   | | 61° 12′ 15″ N, 45° 28′ 53″ W |
| Attarnaatsoq (Átarnaitsoĸ) | Kommune Kujalleq         | Narsaq           | S         |   | | 61° 1′ 9″ N, 45° 27′ 32″ W   |
| Avatarmiut (Avatarmiut) | Kommune Kujalleq         | Narsaq           | 0         |   | † 1902 | 60° 42′ 50″ N, 46° 43′ 31″ W |
| Eqaluit Iluat (Eĸaluit Iluat) | Kommune Kujalleq         | Narsaq           | S         |   | | 61° 6′ 59″ N, 45° 57′ 11″ W  |
| Igaliku Garðar (altnordisch) (Igaliko)                                                                                           | Kommune Kujalleq         | Narsaq           | 32        | ↓ | 1933–1966: Udsted ab 1966: Dorf                                                                                | 60° 59′ 16″ N, 45° 25′ 17″ W |
| Igaliku Kujalleq Søndre Igaliku (dänisch) (Igaliko Kujatdleĸ)                                                                    | Kommune Kujalleq         | Narsaq           | S         |   | | 60° 53′ 28″ N, 45° 16′ 11″ W |
| Illukasik (Igdlukasik) | Kommune Kujalleq         | Narsaq           | 0         |   | † 19. Jhd. | 60° 46′ 23″ N, 46° 22′ 11″ W |
| Illumiut Illu (früher/alternativ) (Igdlumiut/Igdlo)                                                                              | Kommune Kujalleq         | Narsaq           | 0         |   | † 1883 | 61° 2′ 18″ N, 46° 3′ 0″ W    |
| Inneruulalik (Ivnerûlalik) | Kommune Kujalleq         | Narsaq           | S         |   | | 61° 6′ 20″ N, 45° 28′ 50″ W  |
| Ipiutaq (Ipiutaĸ) | Kommune Kujalleq         | Narsaq           | S         |   | | 60° 58′ 23″ N, 45° 42′ 51″ W |
| Issormiut (Ivssormiut) | Kommune Kujalleq         | Narsaq           | S         |   | | 61° 4′ 18″ N, 45° 31′ 1″ W   |
| Iterlak (Iterdlak) | Kommune Kujalleq         | Narsaq           | 0         |   | † 2009 | 60° 55′ 21″ N, 45° 17′ 33″ W |
| Itilleq Kangilleq Itilleq (früher/alternativ) (Itivdleĸ Kangigdleĸ/Itivdleĸ)                                                     | Kommune Kujalleq         | Narsaq           | 0         |   | † 2007 | 60° 51′ 39″ N, 46° 26′ 3″ W  |
| Itilleq Killeq (Itivdleĸ Kitdleĸ)                                                                                                | Kommune Kujalleq         | Narsaq           | 0         |   | † 2009 | 60° 46′ 27″ N, 46° 34′ 55″ W |
| Kangerlua (Kangerdlua) | Kommune Kujalleq         | Narsaq           | S         |   | | 61° 4′ 47″ N, 45° 41′ 37″ W  |
| Kiattuut (Kiagtût) | Kommune Kujalleq         | Narsaq           | 0         |   | † unklar ob aufgegeben                                                                                         | 61° 10′ 36″ N, 45° 25′ 44″ W |
| Kussanga (Kugssanga) | Kommune Kujalleq         | Narsaq           | 0         |   | † 1912 | 60° 56′ 25″ N, 46° 5′ 56″ W  |
| Narsaaraq (Narsâraĸ) | Kommune Kujalleq         | Narsaq           | 0         |   | † in Narsaq aufgegangen                                                                                        | 60° 54′ 55″ N, 46° 3′ 49″ W  |
| Narsaq Nordprøven (dänisch) (Narssaĸ)                                                                                            | Kommune Kujalleq         | Narsaq           | 1257      | ↓ | 1883–1953: Udsted ab 1953: Stadt (ab 1950 de facto)                                                            | 60° 54′ 42″ N, 46° 2′ 49″ W  |
| Narsarsuaaraq (Narssarssuâraĸ)                                                                                                   | Kommune Kujalleq         | Narsaq           | 0         |   | † unklar ob aufgegeben                                                                                         | 60° 58′ 50″ N, 46° 11′ 33″ W |
| Narsarsuaq (Narssarssuaĸ) | Kommune Kujalleq         | Narsaq           | 132       | ↓ | 1941–1958: Militärbasis ab 1966: mind. de facto Dorf (heute Dorf)                                              | 61° 9′ 23″ N, 45° 25′ 21″ W  |
| Niaqornaarsuk (Niaĸornârssuk) | Kommune Kujalleq         | Narsaq           | 0         |   | † in Narsaq aufgegangen                                                                                        | 60° 54′ 1″ N, 46° 1′ 21″ W   |
| Niaqornaq (Niaĸornaĸ) | Kommune Kujalleq         | Narsaq           | 0         |   | † 1954 | 61° 0′ 13″ N, 46° 7′ 22″ W   |
| Nunataaq (Nunatâĸ) | Kommune Kujalleq         | Narsaq           | S         |   | | 61° 7′ 27″ N, 45° 37′ 17″ W  |
| Nuua (Nûa) | Kommune Kujalleq         | Narsaq           | 0         |   | † 19. Jhd. | 60° 53′ 57″ N, 46° 32′ 9″ W  |
| Nuugaarmiut (Nûgârmiut) | Kommune Kujalleq         | Narsaq           | 0         |   | † in Narsaq aufgegangen                                                                                        | 60° 55′ 29″ N, 46° 4′ 34″ W  |
| Nuugaatsiaq (Nûgâtsiaĸ) | Kommune Kujalleq         | Narsaq           | 0         |   | † 19. Jhd. | 60° 46′ 9″ N, 46° 25′ 20″ W  |
| Nuummiut (Nûngmiut) | Kommune Kujalleq         | Narsaq           | 0         |   | † 19. Jhd. | 60° 57′ 35″ N, 46° 7′ 4″ W   |
| Pullatit (Putdlatit) | Kommune Kujalleq         | Narsaq           | 0         |   | † 19. Jhd. | 60° 44′ 4″ N, 46° 46′ 33″ W  |
| Qanngui (K'ángue) | Kommune Kujalleq         | Narsaq           | 0         |   | † 1944 | 60° 48′ 35″ N, 46° 16′ 0″ W  |
| Qarmat (K'armat) | Kommune Kujalleq         | Narsaq           | 0         |   | † 1953 | 60° 43′ 51″ N, 46° 55′ 13″ W |
| Qassiarsuk Brattahlíð (altnordisch) (K'agssiarssuk)                                                                              | Kommune Kujalleq         | Narsaq           | 66        | ↑ | ab 1966: Dorf                                                                                                  | 61° 9′ 10″ N, 45° 30′ 55″ W  |
| Qimarnuffik (K'imarnugfik) | Kommune Kujalleq         | Narsaq           | 0         |   | † 2012 | 61° 11′ 36″ N, 45° 30′ 6″ W  |
| Qingaatsiaq (K'ingâtsiaĸ) | Kommune Kujalleq         | Narsaq           | 0         |   | † 19. Jhd. | 61° 2′ 9″ N, 46° 4′ 48″ W    |
| Qinngua (K'íngua) | Kommune Kujalleq         | Narsaq           | S         |   | | 61° 14′ 35″ N, 45° 31′ 42″ W |
| Qinngua Kangilleq (K'íngua Kangigdleĸ)                                                                                           | Kommune Kujalleq         | Narsaq           | 0         |   | † 2009 | 61° 15′ 12″ N, 45° 30′ 2″ W  |
| Qorlortoq (K'ordlortoĸ) | Kommune Kujalleq         | Narsaq           | S         |   | | 61° 12′ 2″ N, 45° 30′ 58″ W  |
| Qorlortup Itinnera (K'ordlortup Itivnera)                                                                                        | Kommune Kujalleq         | Narsaq           | S         |   | | 61° 11′ 43″ N, 45° 32′ 34″ W |
| Sillisit (Sigdlissit) | Kommune Kujalleq         | Narsaq           | S         |   | | 61° 3′ 49″ N, 45° 32′ 24″ W  |
| Sissarluttoq (Sigssardlugtoĸ) | Kommune Kujalleq         | Narsaq           | 0         |   | † 19. Jhd. | 60° 53′ 47″ N, 46° 9′ 48″ W  |
| Tasiusaq (Tasiussaĸ) | Kommune Kujalleq         | Narsaq           | S         |   | | 61° 8′ 44″ N, 45° 37′ 1″ W   |
| Timerliit (Timerdlît) | Kommune Kujalleq         | Narsaq           | S         |   | | 60° 51′ 18″ N, 45° 18′ 46″ W |
| Tullerunnat (Tugdlerúnat) | Kommune Kujalleq         | Narsaq           | 0         |   | † 1937 | 60° 58′ 3″ N, 46° 14′ 37″ W  |
| Uingasut (Uvingassut) | Kommune Kujalleq         | Narsaq           | 0         |   | † 19. Jhd. | 60° 42′ 52″ N, 46° 46′ 10″ W |
| Ukivissoqaq (Ukivigsoĸaĸ) | Kommune Kujalleq         | Narsaq           | 0         |   | † 19. Jhd. | 60° 58′ 33″ N, 46° 15′ 12″ W |
| Uummannartuuaraq (Ũmánartûaraĸ)                                                                                                  | Kommune Kujalleq         | Narsaq           | S         |   | | 60° 59′ 47″ N, 45° 28′ 9″ W  |
| Aappilattoq (Augpilagtoĸ) | Kommune Kujalleq         | Nanortalik       | 86        | ↑ | 1922–1966: Udsted ab 1966: Dorf                                                                                | 60° 9′ 1″ N, 44° 17′ 9″ W    |
| Akuliaruseq (Akuliaruseĸ) | Kommune Kujalleq         | Nanortalik       | 0         |   | † 1961 (Wohnplatz) † 2009 (Schäfersiedlung)                                                                    | 60° 28′ 20″ N, 45° 30′ 9″ W  |
| Alluitsoq Lichtenau (deutsch) (Agdluitsoĸ)                                                                                       | Kommune Kujalleq         | Nanortalik       | 0         |   | 1774–1900: Herrnhutische Missionsstation † 2009                                                                | 60° 30′ 26″ N, 45° 32′ 17″ W |
| Alluitsup Paa Sydprøven (dänisch) Inussuk (früher/alternativ) (Agdluitsup Pâ/Inugsuk)                                            | Kommune Kujalleq         | Nanortalik       | 136       | ↓ | 1832–1966: Udsted ab 1966: Dorf                                                                                | 60° 27′ 41″ N, 45° 34′ 0″ W  |
| Ammassivik Sletten (dänisch) (Angmagssivik)                                                                                      | Kommune Kujalleq         | Nanortalik       | 33        | ↑ | 1925–1966: Udsted ab 1966: Dorf                                                                                | 60° 35′ 48″ N, 45° 23′ 10″ W |
| Anartusoq (Anartussoĸ) | Kommune Kujalleq         | Nanortalik       | 0         |   | † 19. Jhd. | 60° 24′ 54″ N, 45° 24′ 28″ W |
| Anorliuitsoq (Anordliuitsoĸ) | Kommune Kujalleq         | Nanortalik       | 0         |   | † 1949 | 60° 4′ 20″ N, 44° 14′ 58″ W  |
| Arnat (Arnat) | Kommune Kujalleq         | Nanortalik       | 0         |   | † 19. Jhd. | 60° 25′ 27″ N, 45° 34′ 50″ W |
| Avigiaq (Avigiaĸ) | Kommune Kujalleq         | Nanortalik       | 0         |   | † 19. Jhd. | 60° 7′ 42″ N, 45° 9′ 23″ W   |
| Davids Sund | Kommune Kujalleq         | Nanortalik       | 0         |   | † in Alluitsup Paa aufgegangen                                                                                 | 60° 27′ 45″ N, 45° 35′ 7″ W  |
| Ikerasaarsuk (Ikerasârssuk) | Kommune Kujalleq         | Nanortalik       | 0         |   | † 19. Jhd. | 60° 25′ 9″ N, 45° 13′ 54″ W  |
| Ikerasaarsuk (Ikerasârssuk) | Kommune Kujalleq         | Nanortalik       | 0         |   | † 19. Jhd. | 60° 3′ 36″ N, 45° 5′ 54″ W   |
| Ikerasak (Ikerasak) | Kommune Kujalleq         | Nanortalik       | 0         |   | † 19. Jhd. | 59° 59′ 2″ N, 44° 38′ 34″ W  |
| Ikigaat Østprøven (dänisch) (Ikigait)                                                                                            | Kommune Kujalleq         | Nanortalik       | 0         |   | 1832–1877: Udsted † 1902                                                                                       | 59° 59′ 17″ N, 44° 44′ 35″ W |
| Ilivermiut (Ilivermiut) | Kommune Kujalleq         | Nanortalik       | 0         |   | † 1945 | 60° 35′ 14″ N, 45° 23′ 41″ W |
| Illorpaat (Igdlorpait) | Kommune Kujalleq         | Nanortalik       | 0         |   | † 1975 | 60° 28′ 18″ N, 45° 21′ 27″ W |
| Illorsuatsiaat (Igdlorssuatsiait)                                                                                                | Kommune Kujalleq         | Nanortalik       | 0         |   | † 1917 | 59° 52′ 42″ N, 44° 12′ 49″ W |
| Illukasik (Igdlukasik) | Kommune Kujalleq         | Nanortalik       | 0         |   | † 1949 | 60° 0′ 54″ N, 44° 50′ 46″ W  |
| Illussat (Igdlugssat) | Kommune Kujalleq         | Nanortalik       | 0         |   | † 19. Jhd. | 60° 5′ 29″ N, 44° 28′ 12″ W  |
| Inuaq (Inuaĸ) | Kommune Kujalleq         | Nanortalik       | 0         |   | † um 1910 | 60° 32′ 33″ N, 45° 17′ 11″ W |
| Ippik (Igpik) | Kommune Kujalleq         | Nanortalik       | 0         |   | † 1950er | 60° 30′ 42″ N, 45° 18′ 46″ W |
| Ippikitsoq (Igpikitsoĸ) | Kommune Kujalleq         | Nanortalik       | 0         |   | † 19. Jhd. | 60° 30′ 21″ N, 45° 19′ 36″ W |
| Ippimmiut (Igpingmiut) | Kommune Kujalleq         | Nanortalik       | 0         |   | † 19. Jhd. | 60° 5′ 13″ N, 45° 3′ 22″ W   |
| Issortusut (Ivssortussut) | Kommune Kujalleq         | Nanortalik       | 0         |   | † 19. Jhd. | 60° 11′ 24″ N, 44° 15′ 45″ W |
| Isua Qeqertarsuatsiaq (früher/alternativ) (Isua/K'eĸertarssuatsiaĸ)                                                              | Kommune Kujalleq         | Nanortalik       | 0         |   | † 1929 | 60° 22′ 14″ N, 45° 26′ 55″ W |
| Itilleq (Itivdleĸ) | Kommune Kujalleq         | Nanortalik       | 0         |   | † 19. Jhd. | 60° 26′ 2″ N, 45° 24′ 22″ W  |
| Itilleq (Itivdleĸ) | Kommune Kujalleq         | Nanortalik       | 0         |   | † 19. Jhd. | 60° 5′ 44″ N, 45° 8′ 2″ W    |
| Itilleq (Itivdleĸ) | Kommune Kujalleq         | Nanortalik       | 0         |   | 19. Jhd.–1909: Udsted † 1943                                                                                   | 59° 53′ 41″ N, 43° 43′ 12″ W |
| Itilliatsiaq (Itivdliatsiaĸ) | Kommune Kujalleq         | Nanortalik       | 0         |   | † 1949 | 60° 6′ 5″ N, 45° 3′ 17″ W    |
| Kanajormiut (Kanajormiut) | Kommune Kujalleq         | Nanortalik       | 0         |   | † 1921 | 60° 24′ 4″ N, 45° 13′ 30″ W  |
| Kangeq (Kangeĸ) | Kommune Kujalleq         | Nanortalik       | 0         |   | † 19. Jhd. | 60° 10′ 25″ N, 45° 25′ 14″ W |
| Kiinaalik (Kînâlik) | Kommune Kujalleq         | Nanortalik       | 0         |   | † 1915 | 60° 34′ 9″ N, 45° 43′ 45″ W  |
| Kuuaqqat (Kûarĸat) | Kommune Kujalleq         | Nanortalik       | 0         |   | † 19. Jhd. | 59° 59′ 6″ N, 44° 34′ 53″ W  |
| Kuuk Kuunnguaq (früher/alternativ) (Kûk/Kũnguaĸ)                                                                                 | Kommune Kujalleq         | Nanortalik       | 0         |   | † 19. Jhd. | 60° 28′ 59″ N, 45° 20′ 13″ W |
| Kuummiut (Kûngmiut) | Kommune Kujalleq         | Nanortalik       | 0         |   | † 19. Jhd. | 59° 59′ 18″ N, 44° 28′ 12″ W |
| Nalasut (Nalasut) | Kommune Kujalleq         | Nanortalik       | 0         |   | † 2012 | 60° 10′ 59″ N, 44° 46′ 4″ W  |
| Nalunaq (Nalunaĸ) | Kommune Kujalleq         | Nanortalik       | 0         |   | † 2013 | 60° 21′ 33″ N, 44° 49′ 40″ W |
| Nanortalik Iluileq (früher/alternativ) (Nanortalik/Iluileĸ)                                                                      | Kommune Kujalleq         | Nanortalik       | 1078      | ↓ | 1830–1953: Anlage ab 1953: Stadt (ab 1950 de facto)                                                            | 60° 8′ 32″ N, 45° 14′ 28″ W  |
| Narsarmijit Narsaq Kujalleq (früher/alternativ) Frederiksdal (dänisch) Friedrichsthal (deutsch) (Narssarmijit/Narssaĸ Kujatdleĸ) | Kommune Kujalleq         | Nanortalik       | 59        | ↑ | 1824–1900: Herrnhutische Missionsstation 1960–1966: Udsted ab 1966: Dorf                                       | 60° 0′ 17″ N, 44° 40′ 0″ W   |
| Narsarsuaq (Narssarssuaĸ) | Kommune Kujalleq         | Nanortalik       | 0         |   | † 1996 | 60° 32′ 52″ N, 45° 17′ 0″ W  |
| Niaqornaarsuk (Niaĸornârssuk) | Kommune Kujalleq         | Nanortalik       | 0         |   | † 1978 | 60° 32′ 3″ N, 45° 14′ 1″ W   |
| Nigertuut (Nigertût) | Kommune Kujalleq         | Nanortalik       | 0         |   | † 1939 | 60° 12′ 44″ N, 44° 15′ 1″ W  |
| Nunarsuaq (Nunarssuaĸ) | Kommune Kujalleq         | Nanortalik       | 0         |   | 1869/88–?: Sommerudsted † 19. Jhd.                                                                             | 59° 55′ 58″ N, 44° 33′ 6″ W  |
| Nunarsuaq Tunulleq (Nunarssuaĸ Tunugdleĸ)                                                                                        | Kommune Kujalleq         | Nanortalik       | 0         |   | † 19. Jhd. | 60° 2′ 32″ N, 45° 15′ 13″ W  |
| Nunatsiaat (Nunatsiait) | Kommune Kujalleq         | Nanortalik       | 0         |   | † um 1910 | 60° 15′ 55″ N, 45° 28′ 7″ W  |
| Nuugaarsuk (Nûgârssuk) | Kommune Kujalleq         | Nanortalik       | S         |   | | 60° 15′ 41″ N, 44° 45′ 30″ W |
| Nuugaarsuk (Nûgârssuk) | Kommune Kujalleq         | Nanortalik       | 0         |   | † 1920 | 60° 32′ 52″ N, 45° 28′ 7″ W  |
| Nuuk (Nûk) | Kommune Kujalleq         | Nanortalik       | 0         |   | † 1950 | 60° 13′ 56″ N, 44° 10′ 0″ W  |
| Oqquitsoq (Orĸuitsoĸ) | Kommune Kujalleq         | Nanortalik       | 0         |   | † 19. Jhd. | 60° 7′ 38″ N, 45° 15′ 20″ W  |
| Pamialluk Ilua (früher/alternativ) (Pamiagdluk/Ilua)                                                                             | Kommune Kujalleq         | Nanortalik       | 0         |   | 1848–1923: Udsted † 1923                                                                                       | 59° 56′ 23″ N, 44° 25′ 11″ W |
| Papikatsuk (Papikatsuk) | Kommune Kujalleq         | Nanortalik       | 0         |   | † 1952 | 60° 4′ 51″ N, 45° 4′ 39″ W   |
| Qallimiut Qallumiut (westgrönländisch) (K'agdlimiut/K'agdlumiut)                                                                 | Kommune Kujalleq         | Nanortalik       | S         |   | | 60° 42′ 33″ N, 45° 22′ 14″ W |
| Qarlulaaq (K'ardlulâĸ) | Kommune Kujalleq         | Nanortalik       | 0         |   | † 19. Jhd. | 60° 7′ 59″ N, 45° 14′ 21″ W  |
| Qarmaarsuit (K'armârssuit) | Kommune Kujalleq         | Nanortalik       | 0         |   | † 19. Jhd. | 60° 29′ 7″ N, 45° 20′ 7″ W   |
| Qeqertarsuaq (K'eĸertarssuaĸ) | Kommune Kujalleq         | Nanortalik       | 0         |   | † 19. Jhd. | 60° 30′ 47″ N, 45° 47′ 53″ W |
| Qernertoq Qernertuarsuk (früher/alternativ) (K'ernertoĸ/K'ernertuarssuk)                                                         | Kommune Kujalleq         | Nanortalik       | 0         |   | † 19. Jhd. | 60° 26′ 6″ N, 45° 21′ 19″ W  |
| Qernertoq (K'ernertoĸ) | Kommune Kujalleq         | Nanortalik       | 0         |   | † 1923 | 59° 54′ 20″ N, 43° 31′ 23″ W |
| Qerrortuut (K'errortût) | Kommune Kujalleq         | Nanortalik       | 0         |   | † 19. Jhd. | 60° 28′ 49″ N, 45° 21′ 1″ W  |
| Qorlortorsuaq (K'ordlortorssuaĸ)                                                                                                 | Kommune Kujalleq         | Nanortalik       | S         |   | | 60° 46′ 26″ N, 45° 14′ 22″ W |
| Qunnermiut (K'uvnermiut) | Kommune Kujalleq         | Nanortalik       | 0         |   | † 1965 (Wohnplatz) † 1978 (Schäfersiedlung)                                                                    | 60° 26′ 30″ N, 45° 14′ 29″ W |
| Salliit (Sagdlît) | Kommune Kujalleq         | Nanortalik       | 0         |   | um 1848–1926: Udsted † 1928                                                                                    | 60° 15′ 56″ N, 45° 28′ 41″ W |
| Sallivik (Sagdlivik) | Kommune Kujalleq         | Nanortalik       | 0         |   | † 1903 | 60° 6′ 57″ N, 44° 16′ 54″ W  |
| Sammisoq (Sangmissoĸ) | Kommune Kujalleq         | Nanortalik       | 0         |   | 1909–1943: Udsted † 1943                                                                                       | 60° 0′ 13″ N, 43° 55′ 7″ W   |
| Saputit (Saputit) | Kommune Kujalleq         | Nanortalik       | S         |   | | 60° 13′ 16″ N, 44° 46′ 24″ W |
| Saqqarmiut (Sarĸarmiut) | Kommune Kujalleq         | Nanortalik       | 0         |   | † 1900/10er | 60° 1′ 55″ N, 43° 54′ 54″ W  |
| Sarfaa (Sarfâ) | Kommune Kujalleq         | Nanortalik       | 0         |   | † 1922 | 60° 34′ 27″ N, 45° 23′ 0″ W  |
| Sermilik (Sermilik) | Kommune Kujalleq         | Nanortalik       | 0         |   | † 1955 | 60° 27′ 5″ N, 44° 56′ 51″ W  |
| Sissarissoq (Sigssarigsoĸ) | Kommune Kujalleq         | Nanortalik       | 0         |   | 1797–1830: Anlage † 1899                                                                                       | 60° 7′ 57″ N, 45° 16′ 29″ W  |
| Tasiusaq Tasiisaq (südgrönländisch) (Tasiussaĸ/Tasîssaĸ)                                                                         | Kommune Kujalleq         | Nanortalik       | 42        | ↓ | 1960–1966: Udsted ab 1966: Dorf                                                                                | 60° 11′ 38″ N, 44° 49′ 2″ W  |
| Tinuteqisaaq (Tinuteĸissâĸ) | Kommune Kujalleq         | Nanortalik       | 0         |   | † um 1900 | 59° 52′ 30″ N, 43° 37′ 30″ W |
| Tuapaat (Tuapait) | Kommune Kujalleq         | Nanortalik       | 0         |   | † 1953 | 60° 7′ 15″ N, 45° 11′ 27″ W  |
| Ujarasussuit (Ujarasugssuit) | Kommune Kujalleq         | Nanortalik       | 0         |   | † 19. Jhd. | 60° 13′ 37″ N, 44° 12′ 34″ W |
| Utoqqarmiut (Utorĸarmiut) | Kommune Kujalleq         | Nanortalik       | 0         |   | † 19. Jhd. | 59° 57′ 7″ N, 44° 21′ 43″ W  |
| Uukkat (Ûgkat) | Kommune Kujalleq         | Nanortalik       | 0         |   | † 19. Jhd. | 59° 56′ 48″ N, 44° 23′ 41″ W |
| Akerninnaq (Akernínaĸ) | Kommuneqarfik Sermersooq | Ammassalik       | 0         |   | † 1957 | 65° 47′ 21″ N, 37° 55′ 5″ W  |
| Akerninnaq (Akernínaĸ) | Kommuneqarfik Sermersooq | Ammassalik       | 0         |   | † um 1960 | 63° 22′ 50″ N, 41° 8′ 36″ W  |
| Akiliaatteq Akuliaruseq (westgrönländisch) (Akiliáiteĸ/Akuliaruseĸ)                                                              | Kommuneqarfik Sermersooq | Ammassalik       | 0         |   | † 1930er | 65° 44′ 31″ N, 38° 5′ 52″ W  |
| Akinnaattaat Akunnaatsiaat (westgrönländisch) (Akínáitait/Akúnaitsiait)                                                          | Kommuneqarfik Sermersooq | Ammassalik       | 0         |   | † 1929 | 65° 32′ 42″ N, 37° 12′ 39″ W |
| Eeqquattaat (Êrĸuagtait) | Kommuneqarfik Sermersooq | Ammassalik       | 0         |   | † 1928 | 65° 50′ 17″ N, 37° 1′ 24″ W  |
| Iissalik Inissalik (westgrönländisch) (Îgssalik/Inigssalik)                                                                      | Kommuneqarfik Sermersooq | Ammassalik       | 0         |   | † 1959 | 65° 32′ 20″ N, 39° 0′ 8″ W   |
| Iittuarmiit Inussuarmiut (westgrönländisch) (Ĩtuarmît/Inugssuarmiut)                                                             | Kommuneqarfik Sermersooq | Ammassalik       | 0         |   | † 1952 | 63° 13′ 57″ N, 41° 27′ 46″ W |
| Ikkatteq (Íkagteĸ) | Kommuneqarfik Sermersooq | Ammassalik       | 0         |   | ab 1966: de facto Dorf † 2005                                                                                  | 65° 38′ 4″ N, 37° 57′ 18″ W  |
| Ileqqit Ilerfit (westgrönländisch) (Ilerĸit/Ilerfit)                                                                             | Kommuneqarfik Sermersooq | Ammassalik       | 0         |   | † 1930er | 65° 52′ 28″ N, 37° 1′ 50″ W  |
| Imaarsivik (Imârssivik) | Kommuneqarfik Sermersooq | Ammassalik       | 0         |   | † um 1960 (Wohnplatz) † 1995 (Station)                                                                         | 63° 21′ 56″ N, 41° 7′ 49″ W  |
| Immikkeerteq (Ingmíkêrteĸ) | Kommuneqarfik Sermersooq | Ammassalik       | 0         |   | † 1952 | 65° 33′ 7″ N, 37° 13′ 21″ W  |
| Innartalik (Ivnartalik) | Kommuneqarfik Sermersooq | Ammassalik       | 0         |   | † 1930er | 65° 59′ 33″ N, 37° 57′ 30″ W |
| Innartivaq (Ivnartivaĸ) | Kommuneqarfik Sermersooq | Ammassalik       | 0         |   | † 1927 | 66° 0′ 35″ N, 37° 46′ 13″ W  |
| Iserpalivitteq (Iserpalivigteĸ)                                                                                                  | Kommuneqarfik Sermersooq | Ammassalik       | 0         |   | † 1920 | 65° 50′ 26″ N, 38° 3′ 52″ W  |
| Isertoq Isortoq (westgrönländisch) (Isertoĸ/Isortoĸ)                                                                             | Kommuneqarfik Sermersooq | Ammassalik       | 59        | ↑ | 1960–1966: Udsted ab 1966: Dorf                                                                                | 65° 32′ 55″ N, 38° 58′ 31″ W |
| Ittaajik (Igtâjik) | Kommuneqarfik Sermersooq | Ammassalik       | 0         |   | † 1930 | 65° 53′ 34″ N, 36° 44′ 55″ W |
| Ittilalik Illutalik (westgrönländisch) (Igtilalik/Igdlutalik)                                                                    | Kommuneqarfik Sermersooq | Ammassalik       | 0         |   | † 1929 | 65° 38′ 46″ N, 37° 56′ 54″ W |
| Ittimiit Illumiut (westgrönländisch) (Igtimît/Igdlumiut)                                                                         | Kommuneqarfik Sermersooq | Ammassalik       | 0         |   | † in Tasiilaq aufgegangen                                                                                      | 65° 36′ 46″ N, 37° 37′ 13″ W |
| Kakalik (Kakalik) | Kommuneqarfik Sermersooq | Ammassalik       | 0         |   | † 1947 | 65° 46′ 36″ N, 38° 2′ 55″ W  |
| Kangaartik (Kangârtik) | Kommuneqarfik Sermersooq | Ammassalik       | 0         |   | † 1925 | 65° 34′ 7″ N, 37° 0′ 24″ W   |
| Kangersertivattiaq Kangerlussuatsiaq (westgrönländisch) (Kangersertivagtiaĸ/Kangerdlugssuatsiaĸ)                                 | Kommuneqarfik Sermersooq | Ammassalik       | 0         |   | † 1954 | 66° 17′ 59″ N, 35° 27′ 59″ W |
| Kiittaajik Kingittukasik (westgrönländisch) (Kîgtâjik/Kingigtukasik)                                                             | Kommuneqarfik Sermersooq | Ammassalik       | 0         |   | † 1927 | 65° 37′ 27″ N, 37° 14′ 28″ W |
| Kulusuk Kap Dan (dänisch) (K'ulusuk)                                                                                             | Kommuneqarfik Sermersooq | Ammassalik       | 206       | ↓ | ab 1966: Dorf                                                                                                  | 65° 34′ 29″ N, 37° 11′ 6″ W  |
| Kuummiit Kuummiut (westgrönländisch) (Kûngmît/Kûngmiut)                                                                          | Kommuneqarfik Sermersooq | Ammassalik       | 234       | ↓ | 1960–1966: Udsted ab 1966: Dorf                                                                                | 65° 51′ 53″ N, 37° 0′ 31″ W  |
| Nattivit Nassuit (westgrönländisch) (Nagtivit/Nagssuit)                                                                          | Kommuneqarfik Sermersooq | Ammassalik       | 0         |   | † 1954 | 65° 37′ 41″ N, 38° 28′ 45″ W |
| Noorajik (Nôrajik) | Kommuneqarfik Sermersooq | Ammassalik       | 0         |   | † 1926 | 65° 50′ 12″ N, 37° 1′ 24″ W  |
| Noortiit (Nôrtît) | Kommuneqarfik Sermersooq | Ammassalik       | 0         |   | † 1928 | 65° 32′ 14″ N, 37° 12′ 54″ W |
| Nunakittit Nunakitsut (westgrönländisch) (Nunakigtit/Nunakitsut)                                                                 | Kommuneqarfik Sermersooq | Ammassalik       | 0         |   | † 1925 | 65° 51′ 29″ N, 36° 28′ 25″ W |
| Oqqua (Orĸua) | Kommuneqarfik Sermersooq | Ammassalik       | 0         |   | † 1950 | 63° 26′ 44″ N, 40° 58′ 25″ W |
| Pikiittit Pikiullit (westgrönländisch) (Pikîgtit/Pikiugdlit)                                                                     | Kommuneqarfik Sermersooq | Ammassalik       | 0         |   | † 1971 | 65° 1′ 45″ N, 40° 20′ 48″ W  |
| Pulaqqavik (Pularĸavik) | Kommuneqarfik Sermersooq | Ammassalik       | 0         |   | † um 1960 | 63° 28′ 23″ N, 41° 55′ 37″ W |
| Puloortuluk (Pulôrtuluk) | Kommuneqarfik Sermersooq | Ammassalik       | 0         |   | † 1923 | 65° 32′ 44″ N, 37° 13′ 42″ W |
| Pupik (Pupik) | Kommuneqarfik Sermersooq | Ammassalik       | 0         |   | † 1916 | 65° 47′ 37″ N, 37° 54′ 31″ W |
| Qeerpik Qiorfik (westgrönländisch) (K'êrpik/K'iorfik)                                                                            | Kommuneqarfik Sermersooq | Ammassalik       | 0         |   | † 1916 | 65° 35′ 23″ N, 38° 24′ 52″ W |
| Qeertaalaq Qeqertaasaq (westgrönländisch) (K'êrtâlaĸ/K'eĸertaussaĸ)                                                              | Kommuneqarfik Sermersooq | Ammassalik       | 0         |   | † 1928 | 65° 35′ 47″ N, 38° 25′ 12″ W |
| Qeertartivattivaq Qeqertarsuatsiaq (westgrönländisch) (K'êrtartivagtivaĸ/K'eĸertarssuatsiaĸ)                                     | Kommuneqarfik Sermersooq | Ammassalik       | 0         |   | † 1930er | 65° 50′ 2″ N, 38° 1′ 13″ W   |
| Qernertivartivit Qernersuarsuit (westgrönländisch) (K'ernertivartivit/K'ernerssuarssuit)                                         | Kommuneqarfik Sermersooq | Ammassalik       | 0         |   | ab 1966: Dorf † 2004                                                                                           | 65° 42′ 53″ N, 37° 17′ 21″ W |
| Qinngeq Qinngoq (westgrönländisch) (K'íngeĸ/K'íngoĸ)                                                                             | Kommuneqarfik Sermersooq | Ammassalik       | 0         |   | † 1958 | 65° 57′ 42″ N, 37° 6′ 43″ W  |
| Qipa (K'ipa) | Kommuneqarfik Sermersooq | Ammassalik       | 0         |   | † 1930er | 66° 9′ 40″ N, 37° 50′ 24″ W  |
| Quarmiit Quarmiut (westgrönländisch) (K'uarmît/K'uarmiut)                                                                        | Kommuneqarfik Sermersooq | Ammassalik       | 0         |   | † 1946 | 65° 46′ 4″ N, 37° 2′ 30″ W   |
| Sermiligaaq Sermilingaaq (ostgrönländisch) Utoqqarmiut (früher/alternativ) (Sermiligâĸ/Sermilingâĸ/Utorĸarmiut)                  | Kommuneqarfik Sermersooq | Ammassalik       | 202       | ↑ | ab 1966: Dorf                                                                                                  | 65° 54′ 27″ N, 36° 22′ 46″ W |
| Simiilaq Simiutaq (westgrönländisch) (Simîlaĸ/Simiutaĸ)                                                                          | Kommuneqarfik Sermersooq | Ammassalik       | 0         |   | † in Kuummiit aufgegangen                                                                                      | 65° 51′ 57″ N, 37° 1′ 15″ W  |
| Siararteq Siorartoq (westgrönländisch) (Siararteĸ/Siorartoĸ)                                                                     | Kommuneqarfik Sermersooq | Ammassalik       | 0         |   | † 1928 | 65° 36′ 36″ N, 37° 15′ 19″ W |
| Sittingaleq (Sivtingaleĸ) | Kommuneqarfik Sermersooq | Ammassalik       | 0         |   | † 1949 | 65° 33′ 3″ N, 37° 13′ 16″ W  |
| Skjoldungen | Kommuneqarfik Sermersooq | Ammassalik       | 0         |   | 1960–1964: Udsted † 1964                                                                                       | 63° 13′ 12″ N, 41° 24′ 14″ W |
| Suunaajik (Sûnâjik) | Kommuneqarfik Sermersooq | Ammassalik       | 0         |   | † 1954 | 65° 33′ 0″ N, 37° 12′ 52″ W  |
| Suunigajik (Sûnigajik) | Kommuneqarfik Sermersooq | Ammassalik       | 0         |   | † 1925 | 65° 27′ 59″ N, 39° 12′ 24″ W |
| Tasiilaq Ammassalik (früher/alternativ) (Tasîlaĸ/Angmagssalik)                                                                   | Kommuneqarfik Sermersooq | Ammassalik       | 1758      | ↓ | 1894–1963: Kolonie ab 1963: Stadt                                                                              | 65° 36′ 52″ N, 37° 38′ 19″ W |
| Tiilerilaaq Tiniteqilaaq (westgrönländisch) (Tîlerilâĸ/Tiniteĸilâĸ)                                                              | Kommuneqarfik Sermersooq | Ammassalik       | 87        | ↓ | ab 1966: Dorf                                                                                                  | 65° 53′ 21″ N, 37° 46′ 48″ W |
| Timmiarmiit Timmiarmiut (westgrönländisch) (Tingmiarmît/Tingmiarmiut)                                                            | Kommuneqarfik Sermersooq | Ammassalik       | 0         |   | † 1930er | 62° 40′ 40″ N, 42° 23′ 14″ W |
| Umiivik (Umîvik) | Kommuneqarfik Sermersooq | Ammassalik       | 0         |   | † 1971 | 64° 20′ 46″ N, 40° 41′ 51″ W |
| Umiivik (Umîvik) | Kommuneqarfik Sermersooq | Ammassalik       | 0         |   | † 1925 | 65° 39′ 7″ N, 37° 12′ 11″ W  |
| Umittuartiit Umittuarsuit (westgrönländisch) (Umigtuartît/Umigtuarssuit)                                                         | Kommuneqarfik Sermersooq | Ammassalik       | 0         |   | † 1950er | 65° 54′ 42″ N, 37° 59′ 18″ W |
| Upernivik (Upernivik) | Kommuneqarfik Sermersooq | Ammassalik       | 0         |   | † 1926 | 65° 52′ 45″ N, 36° 22′ 13″ W |
| Ittoritteq Kap Stewart (dänisch) (Ivtorigteĸ)                                                                                    | Kommuneqarfik Sermersooq | Ittoqqortoormiit | 0         |   | † 1944 | 70° 27′ 10″ N, 22° 37′ 47″ W |
| Itterajivit Ittaajimmiit (früher/alternativ) Kap Hope (dänisch) (Igterajivit/Igtâjingmît)                                        | Kommuneqarfik Sermersooq | Ittoqqortoormiit | 0         |   | † 2005 | 70° 27′ 32″ N, 22° 19′ 46″ W |
| Ittoqqortoormiit Illoqqortoormiut (westgrönländisch) Scoresbysund (dänisch) (Igtorĸortôrmît/Igdlorĸortôrmiut)                    | Kommuneqarfik Sermersooq | Ittoqqortoormiit | 324       | ↓ | 1925–1963: Kolonie ab 1963: Stadt                                                                              | 70° 29′ 6″ N, 21° 57′ 56″ W  |
| Kangersittuaq Kangerlussuaq (westgrönländisch) Sydkap (dänisch) (Kangerssigtuaĸ/Kangerdlugssuaĸ)                                 | Kommuneqarfik Sermersooq | Ittoqqortoormiit | 0         |   | † 1954 | 71° 17′ 33″ N, 25° 5′ 44″ W  |
| Kangikajik Kap Brewster (dänisch) (Kangikajik)                                                                                   | Kommuneqarfik Sermersooq | Ittoqqortoormiit | 0         |   | † 1956 | 70° 7′ 37″ N, 22° 15′ 9″ W   |
| Nerlerit Inaat Nertiit Iaat (ostgrönländisch) (Nerdlerit Inât/Nertît Iât)                                                        | Kommuneqarfik Sermersooq | Ittoqqortoormiit | 0         | ↓ | | 70° 44′ 34″ N, 22° 38′ 50″ W |
| Uunarteq Uunartoq (westgrönländisch) Kap Tobin (dänisch) (Ûnarteĸ/Ûnartoĸ)                                                       | Kommuneqarfik Sermersooq | Ittoqqortoormiit | 0         |   | † 2003 | 70° 25′ 9″ N, 21° 58′ 22″ W  |
| Pituffik Thule Air Base (englisch) (Pitugfik)                                                                                    | gemeindefrei             | gemeindefrei     | 54        | ↑ | ab 1951: Militärbasis                                                                                          | 76° 31′ 55″ N, 68° 43′ 50″ W |
| unbekannt | unbekannt                | unbekannt        | 23        | ↓ | |                              |

## Karte
| Aappilattoq |

| Aappilattoq |

| Aasiaat |

| Akunnaaq |

| Alluitsup Paa |

| Ammassivik |

| Arsuk |

| Atammik |

| Attu |

| Eqalugaarsuit |

| Igaliku |

| Iginniarfik |

| Ikamiut |

| Ikerasaarsuk |

| Ikerasak |

| Ilimanaq |

| Ilulissat |

| Innaarsuit |

| Isertoq |

| Itilleq |

| Ittoqqortoormiit |

| Kangaamiut |

| Kangaatsiaq |

| Kangerluk |

| Kangerlussuaq |

| Kangersuatsiaq |

| Kapisillit |

| Kitsissuarsuit |

| Kullorsuaq |

| Kulusuk |

| Kuummiit |

| Maniitsoq |

| Naajaat |

| Nanortalik |

| Napasoq |

| Narsaq |

| Narsarmijit |

| Narsarsuaq |

| Niaqornaarsuk |

| Niaqornat |

| Nutaarmiut + Ikerasaarsuk |

| Nuuk |

| Nuussuaq |

| Oqaatsut |

| Paamiut |

| Qaanaaq |

| Qaarsut |

| Qaqortoq |

| Qasigiannguit |

| Qassiarsuk |

| Qassimiut |

| Qeqertaq |

| Qeqertarsuaq |

| Qeqertarsuatsiaat |

| Qeqertat |

| Saarloq |

| Saattut |

| Saqqaq |

| Sarfannguit |

| Savissivik |

| Sermiligaaq |

| Siorapaluk |

| Sisimiut |

| Tasiilaq |

| Tasiusaq |

| Tasiusaq |

| Tiilerilaaq |

| Ukkusissat |

| Upernavik |

| Upernavik Kujalleq |

| Uummannaq |